# Bellagio
Bellagio (Belaas in dialetto comasco, AFI: /beˈlaːs/) è un comune italiano di 3 560 abitanti della provincia di Como in Lombardia. Il comune è parte della Comunità montana del Triangolo Lariano (con capoluogo Canzo) e il suo territorio rappresenta uno dei vertici ideali del Triangolo Lariano.
Rinomato luogo di villeggiatura, è famoso per la sua pittoresca posizione proprio sulla ramificazione del Lago di Como nei suoi bracci meridionali, con le Alpi visibili oltre il lago a nord.

## Geografia fisica
Il territorio di Bellagio è molto vasto e oltre alla zona costiera comprende aree collinari e montane. Il punto più alto è Monte San Primo, che si sviluppa sino a un'altezza di 1.682 m s.l.m..
Il torrente Perlo è il principale corso d'acqua del territorio di Bellagio e nasce alle pendici del Monte San Primo ed attraversa in tutta la sua lunghezza la Valle del Perlo, sfociando nel lago presso la frazione di Guggiate.

## Origini del nome
Il toponimo Bellagio, ortograficamente Belas, o Bellas, o Bellax in lingua lombarda, con pronuncia fonetica IPA: /beˈlaːz/ o /beˈlaːs/ venne citato nei documenti medievali come Belagio (835), Bellaxio (880), Belasio (882; 885), Beslacio (884), Bislacio (905; 1009), Bilacus (941), Belacius (995) e Belaxium (1162).
Contrastanti sono le ipotesi sull'origine toponamastica e sulla derivazione etimologica. Gli storiografi classici traevano l'origine dal latino "bilacus" o "bislacus" con riferimento al paese posto tra due rami lacustri oppure da "bell'agio" o "bel lago".
Inverosimili anche le derivazioni dal patronimico "Bellus" con suffisso "-acus" o da "Bellovesus" o da altri ancora.
Le recenti acquisizioni delle scienze linguistiche celtiche e le maggiori conoscenze delle popolazioni preromane, preindoeuropee e indoeuropee che abitarono la zona prima della conquista romana, fanno derivare dal radicale Bail-as supponendo "Villaggio di capanne sull'acqua" o meglio "Altura circondata dalle acque".

## Storia

### Insubri e Galli
I primi abitatori del territorio bellagino dei quali la storia è in grado di ammettere l'esistenza furono gli Insubri, che avevano stabile dimora in una parte dell'attuale Lombardia, e quindi del Lago di Como, fino all'altezza del centro lago, dove confinavano con i Reti (riva occidentale del Lago di Como) e con gli Orobi (riva orientale).
Resti di una necropoli ritrovata nel 1928 in località Visgnola testimoniano insediamenti a Bellagio successivamente all'VIII secolo a.C.
Gli Insubri vissero liberi e indipendenti fino all'arrivo dei Galli, capitanati da Belloveso, i quali, intorno all'anno 600 a.C., disfatti gli Insubri, si installarono a Milano e a Como, e, occupate le rive del lago, crearono un presidio nel punto estremo della loro conquista, Bellagio (Bellasium, dal nome del loro comandante Belloveso).
I Galli divennero Gallo-Insubri; si fusero con gli abitanti primitivi e introdussero usi e costumi propri; si radicarono talmente da lasciare impronte anche nella toponomastica del territorio bellagino: Crux Galli (oggi Grosgalla), dalla parte di Lezzeno, e "il Gallo", piccola cappella lungo la vecchia strada di Limonta, che segna ancor oggi il confine tra i due comuni.

### La presenza romana

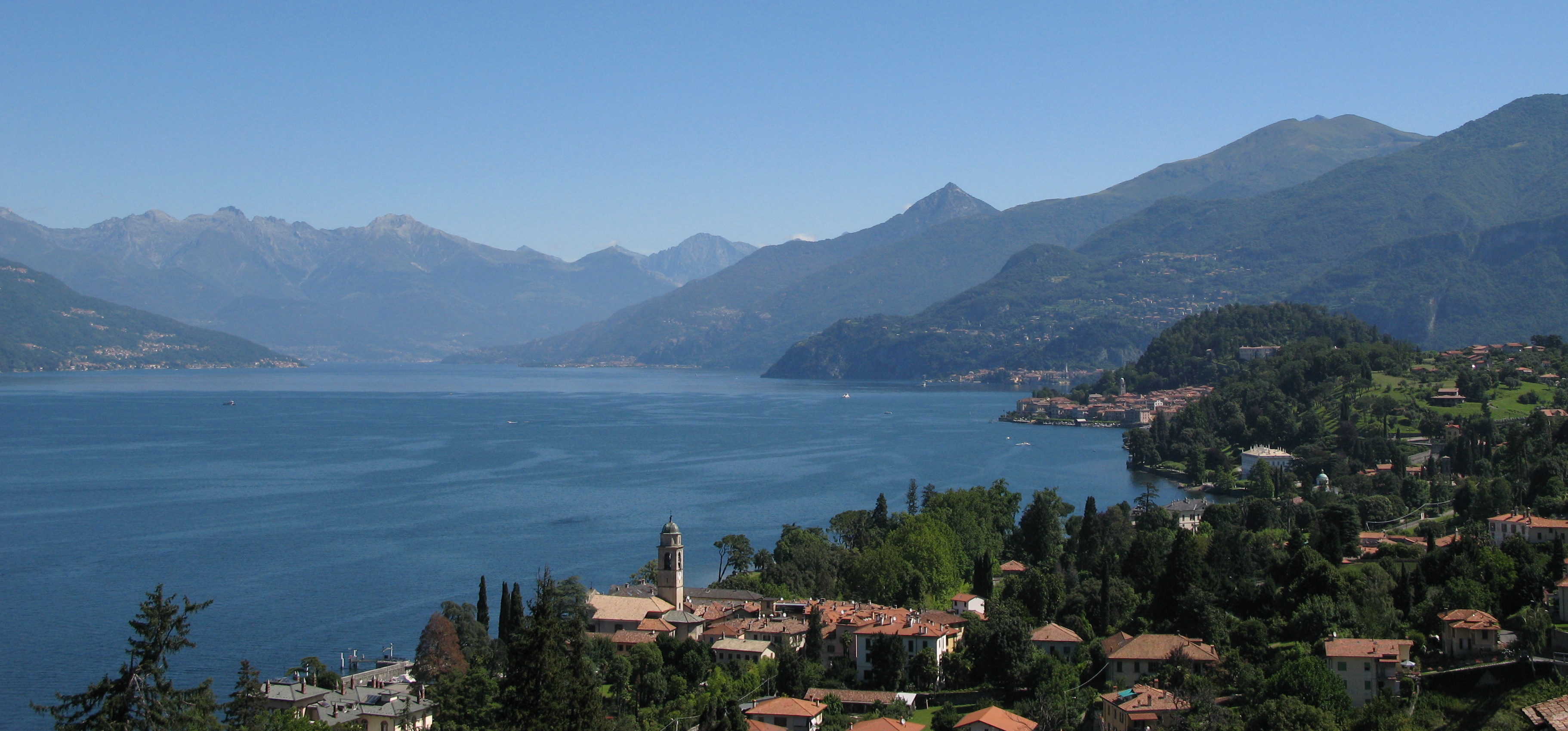
Panorama di Bellagio dalla frazione Vergonese.

Nell'anno 196 a.C. al dominio del Gallo-Insubri subentra quello dei Romani, nella loro graduale espansione verso nord. I Romani, capitanati dal console Marco Claudio Marcello, disfatti i Gallo-Insubri in una violenta battaglia nei pressi di Camerlata, occupano Como e le rive del lago. Da allora Bellagio diventò, oltre che presidio romano, anche un punto di passaggio e di svernamento degli eserciti romani che si recavano nella Rezia, attraverso il valico dello Spluga. La località di svernamento era ai piedi dell'odierna Villa Serbelloni, riparata dai venti del nord e dal clima mediterraneo. Bellasium, nome latino di Bellagio, era il terminale della via Mediolanum-Bellasium, strada romana che iniziava a Milano. All'epoca romana risalgono un'ara dedicata a Giove (oggi collocata nel parco di villa Serbelloni) e una lapide che ricorda un certo Marco Plinio degli ufentini (esposta presso il Museo archeologico Paolo Giovio).
Negli ultimi anni della Repubblica, ricevette in visita di ispezione Gaio Giulio Cesare, allora governatore della Gallia Cisalpina, il quale dai paesi del lago trasse soldati per le sue legioni, che condusse in seguito nella Gallia Transalpina.
Giulio Cesare introdusse alcune migliaia di coloni greci, che si stabilirono in molti paesi del lago, compreso Bellagio, i nomi dei quali ricordano ancora la loro origine ellenica.
Con queste popolazioni sovrapposte l'una all'altra, Bellagio divenne un miscuglio di razze, che diventerà sempre più complesso nei secoli successivi. Aumentò anche la sua importanza strategica, perché, oltre che a luogo di svernamento, serviva come posto di riparo per le navi militari, specialmente nella località di Loppia, dove l'insenatura naturale si adattava sin da allora a riparare le navi. Attorno a Loppia sorse poi uno dei primi nuclei abitati da bellagini.
L'avvento dei Romani nel territorio lariano segna l'introduzione di molte colture mediterranee, tra cui l'olivo e l'alloro; proprio dal nome di quest'ultimo (laurus) deriva la denominazione latina del Lago di Como (Larius). Fra le altre specie vegetali introdotte, il castagno, già diffuso nel Sud Italia, il cipresso, così ben naturalizzato da ritenersi oggi spontaneo, e molti generi di piante erbacee domestiche.
Nei primi decenni dell'Impero, due grandi personaggi collegarono la loro fama al lago e a Bellagio: Virgilio e Plinio il Giovane. Virgilio, il grande poeta latino, visitò Bellagio, e ricordò il lago nel II libro delle Georgiche, al verso 155 ("o grandissimo Lario"). Plinio il Giovane, residente a Como per la maggior parte dell'anno, possedeva, fra le altre, anche una villa per il soggiorno estivo situata sulla sommità del colle di Bellagio, denominata Villa Tragoedia.
Da Bellagio passarono, nell'anno 9 d.C., le legioni romane, guidate da Quintilio Varo, che, attraverso il valico dello Spluga, dovevano recarsi in Germania contro Arminio (le legioni, composte anche da militi tratti dal presidio di Bellagio, vennero poi completamente disfatte nella battaglia della foresta di Teutoburgo).
Nel 403 le navi romane ormeggiate a Bellagio inflissero una sconfitta alla flotta dei Visigoti.

### Il Medioevo

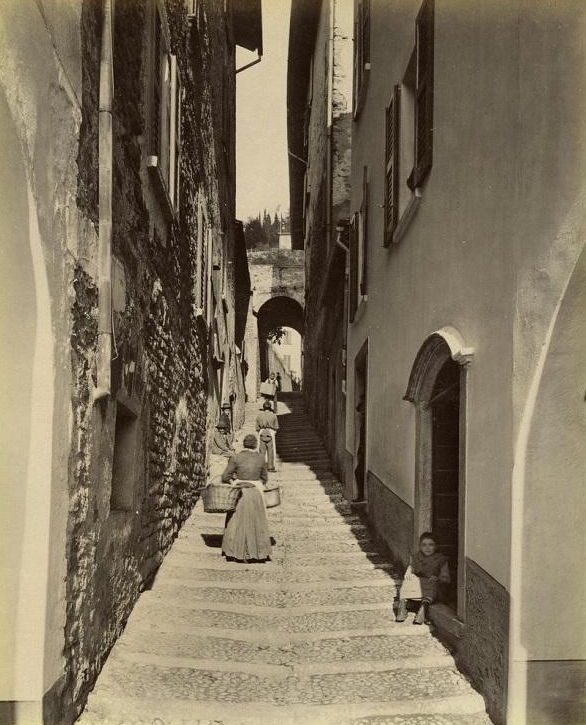
Una tipica contrada bellagina agli inizi del Novecento.

Al tempo delle invasioni barbariche, Narsete, generale di Giustiniano, nel suo lungo peregrinare guerreggiando attraverso l'Italia, creò lungo il Lago di Como una linea fortificata per fronteggiare in special modo i Goti, comprendente anche la rocca di Bellagio, l'Isola Comacina, il castel Baradello.
Nonostante ciò, verso il 568 i Longobardi, guidati da Alboino, si riversarono nella Pianura Padana e si stabilirono in vari luoghi della Lombardia, nelle vallate alpine e lungo i laghi. Anche la rocca di Bellagio venne occupata. La presenza di abitanti "di legge longobarda" è ancora attestata da un documento datato 1018. L'abitato bellagino rimase fortificato anche durante il periodo longobardo. Nel 768 la regina Ansa, consorte di Desiderio, donò al monastero di Santa Cristina beni a Bellagio, l'ente, ancora nella seconda metà del X secolo, possedeva a Bellagio oliveti, vigneti, campi e boschi di castagno.
Con l'arrivo in Italia dei Franchi di Carlo Magno, discesi in Piemonte, e quindi in Lombardia, attraverso le Alpi Cozie, e vittoriosi sui Longobardi con la battaglia di Pavia del 773, il territorio lombardo venne diviso in contee — dando con ciò inizio al Feudalesimo. Bellagio venne a trovarsi nella contea di Milano, sotto la sovranità dei re franchi.
Il nipote di Carlo Magno, Lotario, con suo diploma risalente all'anno 835, investì feudatari del territorio di Limonta e Civenna i monaci di Sant'Ambrogio di Milano (unitamente al territorio di Campione d'Italia). Gli abitanti di questi due paesi, che più tardi appartennero ecclesiasticamente alla pieve di Bellagio (San Giovanni), avevano l'obbligo di consegnare una parte dei loro prodotti (olio d'oliva, castagne...) ai monaci di Sant'Ambrogio — diritto conservato per diversi secoli.
Seguì poi la dominazione degli Ottoni di Germania. Durante l'impero di Enrico V, per la successione vescovile nella Diocesi di Como, si accese una lunga guerra tra Milano, fautrice del vescovo imposto dall'imperatore, e Como, che aveva già designato il vescovo in Guido Grimoldi, consacrato dal pontefice.
La guerra durò dieci anni (1117–1127), con una serie di piccole vittorie e disfatte, in terra e sul lago. La comunità di Bellagio, che nel XII secolo costituiva un'entità amministrativa autonoma dotata di propri organi, partecipò con la sua flotta (scorribiesse e ganzerre) come alleata di Milano, dell'Isola Comacina e di Gravedona. La guerra si concluse con la distruzione di Como e il suo assoggettamento a Milano — fatto da cui si risollevò soltanto dopo alcuni decenni.
Nel 1169, dopo la distruzione di Milano da parte di Federico Barbarossa (1162), Como assalì l'Isola Comacina, devastandola, e obbligando gli abitanti a rifugiarsi a Varenna e a Bellagio, rocche a quel tempo considerate inespugnabili.
Nel frattempo, si formava la Lega Lombarda, alla quale anche Bellagio partecipò come alleata di Milano — intervenendo anche nella Battaglia di Legnano (1176), contro Barbarossa e Como.
Gli annessi agli Statuti di Como del 1335 citano il “comune de Bellaxio … cum villis de Sancto Johanne” all'interno delle comunità della pieve di Bellagio. Dal 1380 Bellagio fu sede del capitano visconteo del lago di Como, che aveva ampie prerogative politiche, giudiziarie e militari su tutte le comunità dello specchio d'acqua.

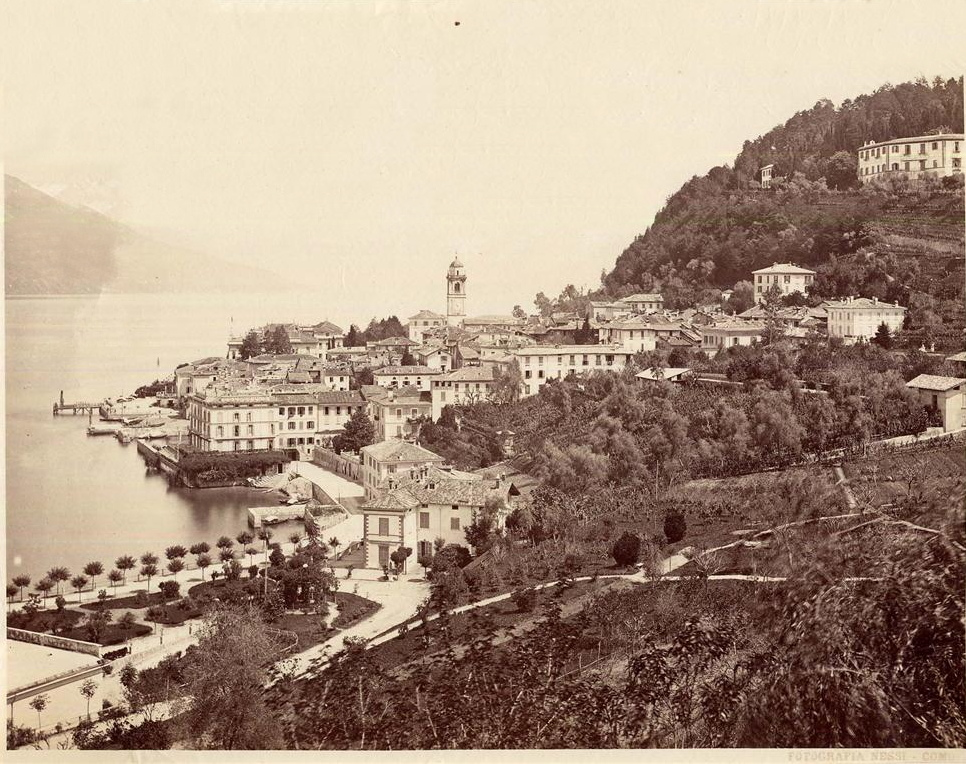
Bellagio in una cartolina di metà Ottocento

Nel 1440, durante la signoria dei Visconti, alcuni Cernobbiesi assaltarono il carcere di Bellagio, dove erano reclusi dei prigionieri politici. Liberatili con la forza, questi presero la fuga sui monti di Bellagio, stabilendosi nella località che assunse il nome di Cernobbio, in ricordo del paese di origine dei loro liberatori. Durante il periodo visconteo, le fortificazioni bellagine vennero smantellate.
Con la morte di Filippo Maria, la casata dei Visconti si estinse, e per breve tempo il territorio si trasformò nell'Aurea Repubblica Ambrosiana;istituzione che si resse tra il 1447 e il 1450, finché Milano non capitolò e Francesco Sforza divenne signore di Milano e della Lombardia.
Bellagio, il cui territorio (e specialmente la rocca) era stato occupato dalle truppe di Francesco Sforza nel 1449, durante la guerra per la successione allo stato di Milano, fu uno dei primi Comuni del lago che parteggiò e aderì alla nuova signoria degli Sforza.

### Dall'età moderna ai giorni nostri
Nel 1508 — durante il ducato di Ludovico il Moro (1479–1508) — il feudo di Bellagio, tolto alla signoria del vescovo di Como, fu assegnato al marchese Stanga (Marchesino), amico del Moro, che fu aiutato anche a costruire, verso la sommità del colle di Bellagio, una villa — che venne in seguito distrutta, durante un'incursione di Cavargnoni (i quali, sul finire del XVI secolo, si resero protagonisti di razzie in Tremezzina, a Bellagio e nella Valassina).
Sempre inserito nella pieve di Bellagio del Ducato di Milano, il comune fu concesso in feudo agli Sfondrati tra il 1538 e il 1551 e, senza le ville, dal 1624 al 1788.
Dalla fine del XVI secolo al 1635 il territorio bellagino era diviso in due comunità distinte, Borgo e Visgnola, ognuna retta da un rispettivo podestà. Dal 1647, parte del feudo passò agli Airoldi.
Nel 1771, il comune di Bellagio unitamente a quelli di Mezzo e delle Ville, entrò a far parte della provincia di Como della Lombardia austriaca.
Un decreto di riorganizzazione del Regno d'Italia napoleonico datato 1807 sancì l'accorpamento dei comuni di Civenna e Limonta in quello di Bellagio. In seguito alla caduta di Napoleone e il passaggio della Lombardia in mano agli austro-ungarici, l'aggregazione fu tuttavia abrogata e i comuni disaccorpati.
Il 21 gennaio 2014 si registrò una fusione tra i comuni di Bellagio e Civenna, che comportò la nascita del nuovo comune di Bellagio.

### Simboli
Lo stemma e il gonfalone del Comune di Bellagio sono stati concessi con decreto del presidente della Repubblica del 14 luglio 2008.
(D.P.R. 14 luglio 2008)
Il gonfalone è un drappo di giallo con la bordatura di rosso.

## Monumenti e luoghi d'interesse

Pianta di Bellagio. Scala 1:15000. In Guida Rossa Lombardia Touring Club Italiano

### Architetture religiose

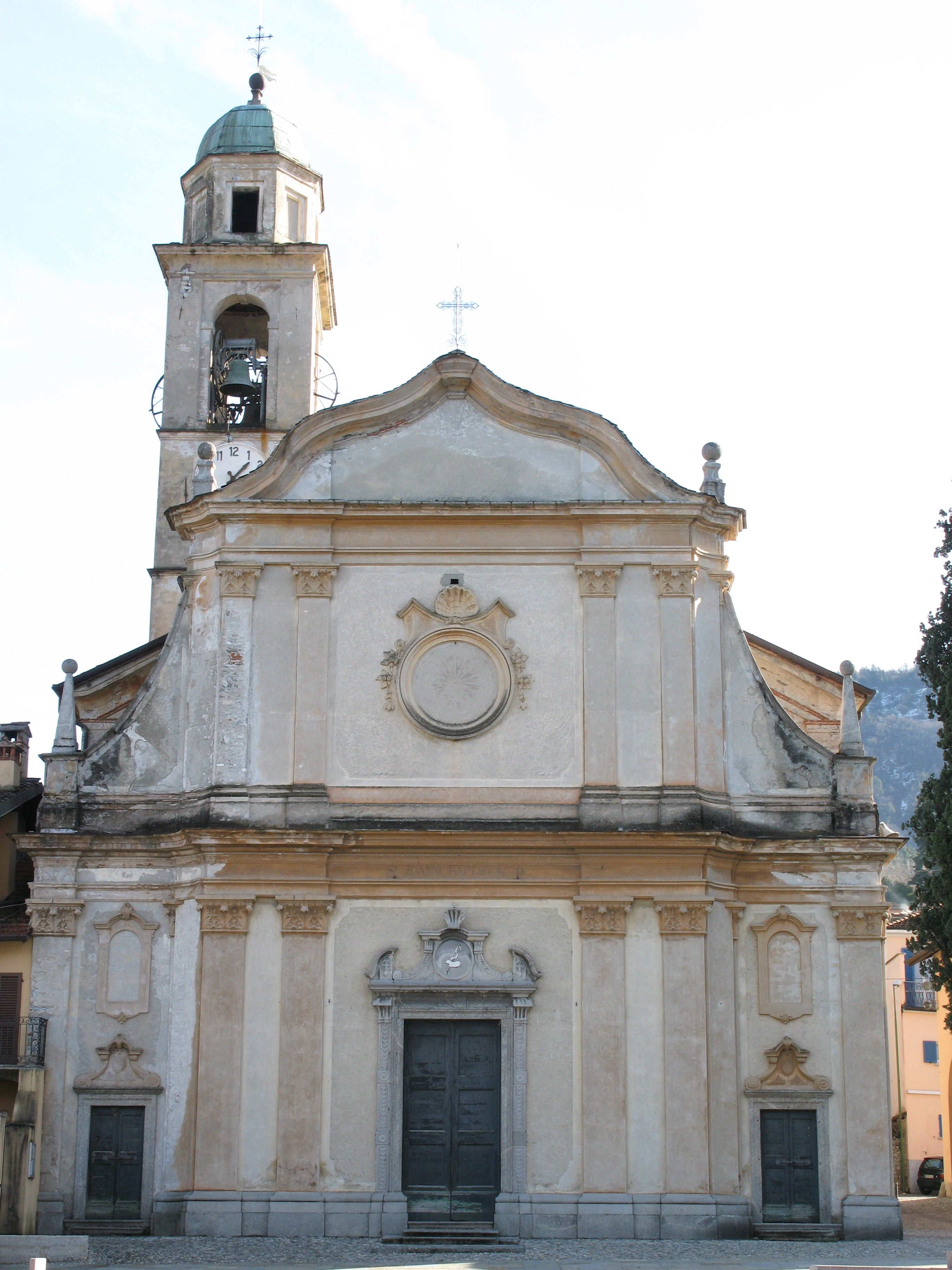
La chiesa arcipretale di San Giovanni Battista.

- Basilica di San Giacomo[25]
- Chiesa di San Giorgio,[26] di fianco al municipio cittadino.
- Chiesa di San Martino,[27] piccola chiesa in stile romanico situata a Visgnola.[28][29]
- Chiesa di Sant'Antonio abate, a Casate.[30]
- Chiesa di San Carlo Borromeo,[31] ad Aureggio.
- Chiesa di San Biagio, a Pescallo.[32][33]
- Chiesa di Sant'Andrea, a Guggiate.[34]
- Chiesa di San Giovanni,[35] sita nell'omonima frazione.
- Chiesa dei Santi Gervaso e Protaso[36] (XVI secolo), a Suira.[37] Già alle dipendenze dell'Arcidiocesi di Milano,[7] internamente conserva un affresco Cinquecentesco raffigurante una Madonna col Bambino tra i due santi titolari[37].
- Chiesa di Santa Maria[38] (X-XI secolo[39]) a Loppia, all'interno del parco di Villa Gerli.[28]
- Chiesa della Santissima Annunziata, edificio Seicentesco ad unica navata preceduto da pronao.[40][41]
- Chiesa di San Vito, nell'omonima frazione.[42]
- Cappelletta di Santa Lucia.[43]
- Chiesa di Cristo Re sita nella frazione di Regatola.[44]
- Chiesa dei Santi Ambrogio e Materno in località Civenna.
- Santuario di Sommaguggio in località Civenna.
- Sacrario di San Rocco in località Civenna.

### Architetture civili

#### Ville nobiliari
Lungo le rive del promontorio di Bellagio si trovano molte antiche dimore nobiliari, circondate ciascuna da parchi e giardini secolari. Alcuni di essi — come nel caso di Villa Melzi e Villa Serbelloni — sono aperti al pubblico.

#### Villa Serbelloni
Questa villa domina l'abitato del centro storico. Si raggiunge da Via Garibaldi, ed è attualmente proprietà della fondazione Rockefeller di New York.

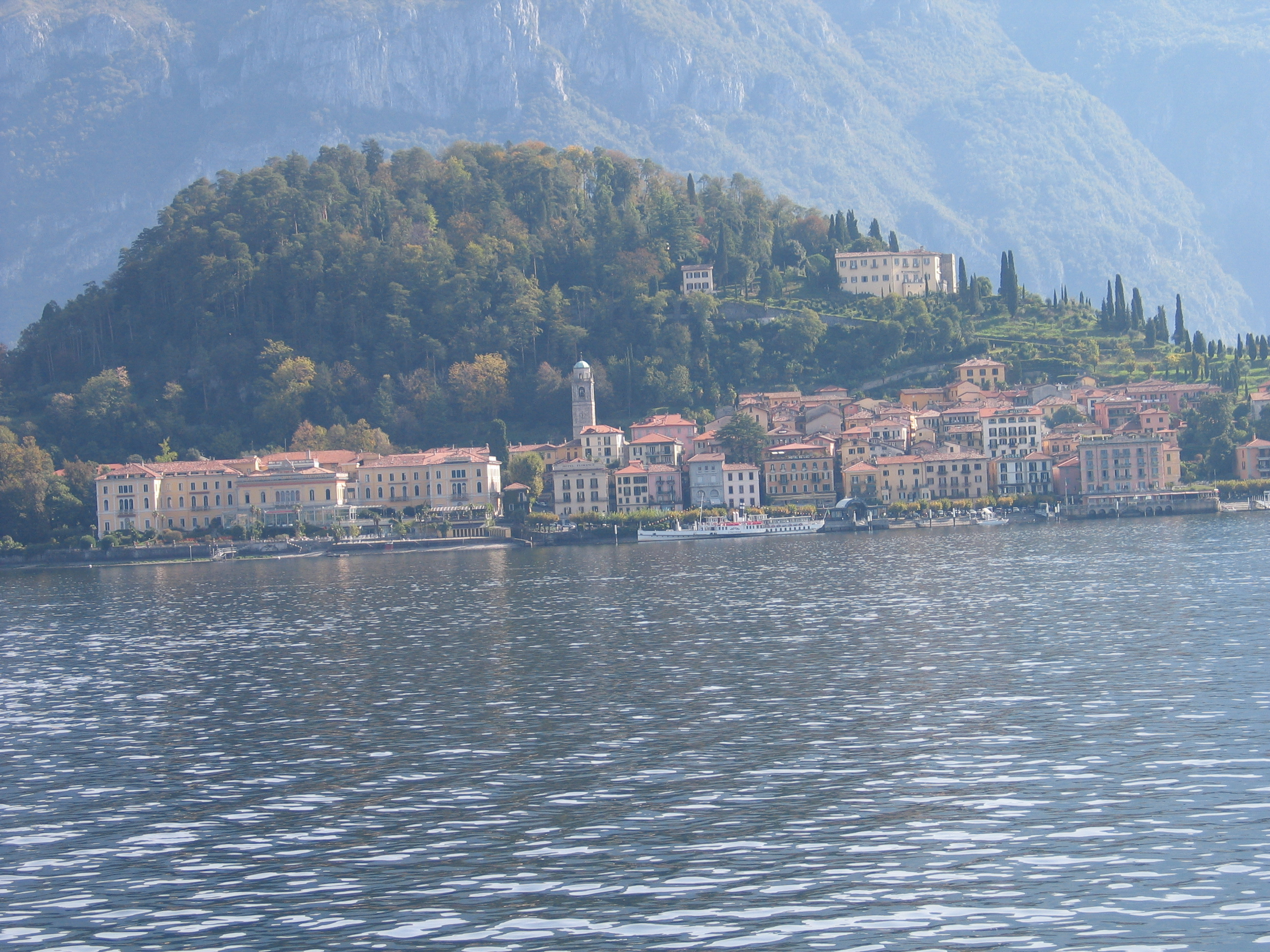
Veduta dal lago di Villa Serbelloni.

Fu costruita nel XV secolo al posto di un vecchio castello raso al suolo nel 1375 (secondo alcune fonti, nell'antichità lì sorgeva una delle due ville lariane di Plinio il Giovane, la Tragoedia). Villa Serbelloni fu in seguito rimaneggiata più volte. Oggi si possono visitare solo i giardini, un suggestivo intrico di vialetti immersi nella vegetazione: boschetti con alberi secolari, altri con piante esotiche, roseti, coltivazioni di fiori. I sentieri, oltre che alla villa, conducono al Convento dei Cappuccini e alla Sfondrata, una residenza sul ramo di Lecco, costruita, appunto, dalla famiglia degli Sfondrati. Nel 1788 entra in possesso di Alessandro Serbelloni (1745-1826) che la arricchisce di preziose decorazioni ed opere d'arte del XVII e XVIII secolo. Nel 1905 passa di proprietà trasformandosi in hotel di lusso. Nel 1959 diviene proprietà della fondazione Rockefeller di New York per lascito testamentario della principessa, d'origine americana, Ella Thurn und Taxis (vedova del Duca di Castel Duino) che l'aveva acquistata nel 1930.
La villa è sede di convegni internazionali, spesso tenuti da studiosi statunitensi, ospitati nell'antica residenza.

#### Villa Melzi d'Eril

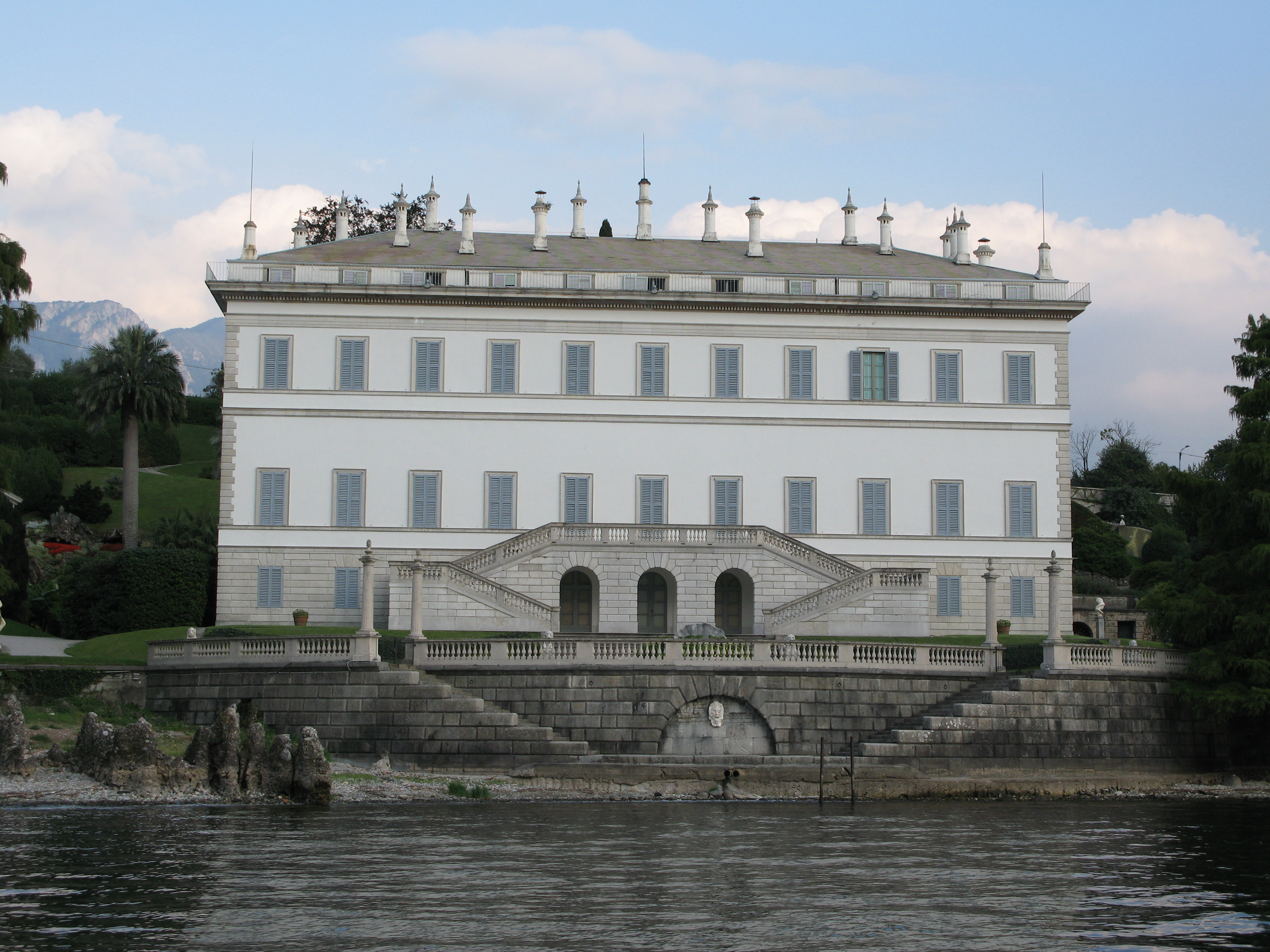
Veduta dal lago di Villa Melzi d'Eril.

Nota anche come Villa Gallarati Scotti, Villa Melzi sorge invece sul lungolago occidentale, sulla litoranea che conduce da Bellagio verso Como. Il suo parco è impreziosito da reperti antichissimi, come un'urna etrusca del III secolo a.C. e due sculture egizie del XIII e XIV secolo a.C. La villa è ancora abitata e non è visitabile, ma sono accessibili il piccolo museo – allestito nell'orangerie della villa, con collezioni archeologiche, dipinti e sculture (tra le quali una testa attribuita a Michelangelo) – e la cappella neoclassica, all'estremità Sud del parco. Da notare anche una gondola veneziana e la statua di Dante e Beatrice, che ispirò a Franz Liszt la celebre Dante Sonata. Vi soggiornò, tra gli altri, anche Stendhal.

#### Villa Giulia

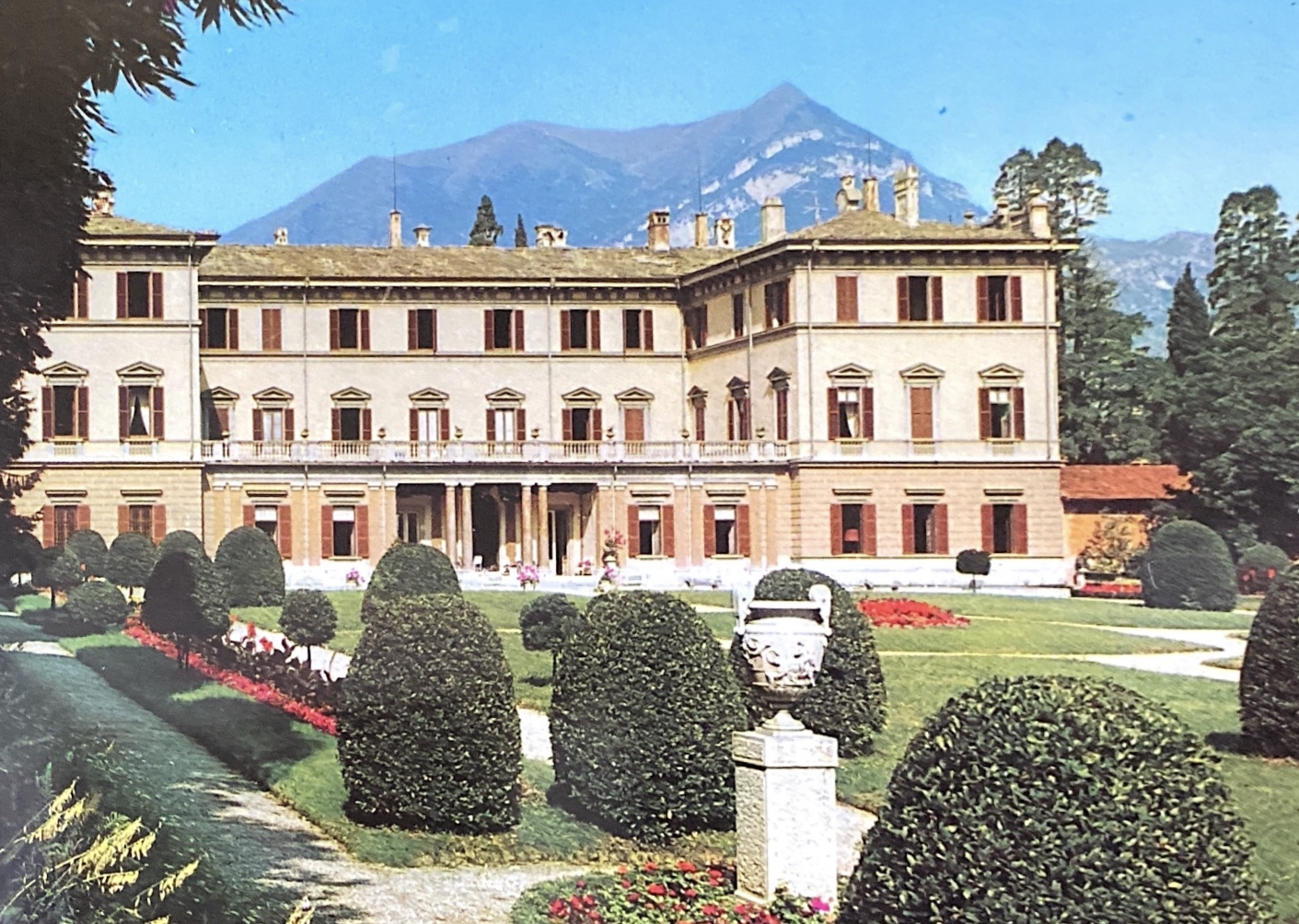
Veduta della facciata posteriore di Villa Giulia.

Villa Giulia si trova nella frazione di Regatola e possiede il più ampio parco di Bellagio. La villa fu costruita nel luogo dove si trovava l'antica residenza dei Camutio, edificata nel 1624. Fu commissionata dal conte Pietro Venini e completata nel 1806, essendo poi dedicata a sua moglie Giulia. Il giardino si estende su entrambi i rami del lago, con un vialone dalla lunghezza di 800 metri. Appartenne nel corso della storia a diversi personaggi di spicco, tra cui il Conte Blome di casa d'Austria e il re Leopoldo I del Belgio. È oggi una residenza privata di proprietà del cav. Bonecchi di Milano.

#### Villa Gerli (già Trivulzio)
Non lontano dalla foce del torrente Perlo si trova villa Trivulzio, costruita all'interno di quella che un tempo costituiva la proprietà dell'abbazia di Santa Maria di Loppia.
Nata come Villa Taverna, la dimora fu fatta costruire nella seconda metà del XVIII secolo da Paolo Taverna, al quale si deve la realizzazione del corpo centrale, preso in affitto da Francesco Melzi d'Eril durante la realizzazione di Villa Melzi.
Nella prima metà del XIX secolo la villa passò nelle mani della famiglia Poldi Pezzoli, la quale commissionò la costruzione delle ali laterali all'architetto Giuseppe Balzaretto. Per conto della stessa famiglia, Balzaretto si occupò anche del progetto di trasformazione del vecchio giardino formale in un parco all'inglese, nel quale fu collocato il cosiddetto mausoleo Gonzaga (un mausoleo neogotico progettato da Carlo Maciachini).
Dopo essere passata nelle mani dei Trivulzio per via ereditaria, nel 1941 la villa fu acquistata dalla famiglia Gerli.
All'interno della villa venne girato uno spezzone del film C'era una volta in America.

#### Villa Trotti
Villa Trotti è un edificio risalente agli inizi del XVIII secolo, situato in riva al lago a fianco a villa Trivulzio, nella frazione di San Giovanni. La villa fu costruita a partire da un podere, fatto erigere nel 1615 dalla famiglia Loppia e ristrutturato dapprima da Giovan Battista Bonanomi e poi, dal 1752 in avanti, dalla famiglia di Lodovico Trotti. Il giardino, che prima di essere devastato da un'alluvione ospitava una serie di giochi d'acqua e un settore tropicale ideato da un altro Lodovico Trotti, conserva una fontana barocca e piante orientali. A quest'ultimo Trotti, genero di Alessandro Manzoni, si deve anche la ristrutturazione dell'edificio in stile neogotico-moresco. Nel XIX secolo, la villa appartenne alla famiglia Trotti-Bentivoglio, discendente in parte dalla figlia di Cristina Trivulzio di Belgioioso. Ulteriori rimaneggiamenti della villa avvennero dopo che, nel 1941, la proprietà (similmente alla vicina Villa Trivulzio) venne rivelata dalla famiglia Gerli.

#### Altro
- Grand Hotel Villa Serbelloni (ex Grand Hotel Bellagio), di Gianfranco Bucher
- Hotel Grande Bretagne (ex Albergo Grande Italia), già sede di un casinò[56]
- Albergo Genazzini Metropole
- Villa Orlando
- Villa Poldi Pezzoli[8]
- Villa Crella[8]
- Hotel Excelsior Splendide, dove si spense Filippo Marinetti.[57]
- Guggiate ospita il cosiddetto "Palazzone" (XVII secolo), già residenza estiva del vescovo di Como Carlo Ciceri[58], che a Bellagio possedeva anche un'abitazione situata nell'attuale frazione di San Giovanni.[59]
- Casa Liszt, in Salita Serbelloni 7, che nell'ultimo quarto del 1837 ospitò per tre mesi Franz Liszt e Marie d'Agoult.[57]
- Ex casa Rezia, in Via Volta 5 della frazione Regatola, rielaborazione di un edificio del XIII secolo dove, cinque secoli più tardi, Giuseppe Parini e Alessandro Volta furono ospiti della famiglia Rezia, imparentata con quest'ultimo.[60]

### Architetture militari

#### Torre di Piazza San Giacomo
In Piazza San Giacomo si trova una torre medievale. Risalente ai secoli XIII-XIV, l'edificio faceva parte del complesso di fortificazioni costruite a difesa dell'antico borgo di Bellagio.

#### Torre Sfondrati
La torre, in conci di pietra e a pianta quadrata fu originariamente costruita nel 1493 da Marchesino Stanga come punto strategico nella difesa del molo orientale di Bellagio. Nel XVI secolo passò, assieme all'area circostante, nelle mani della famiglia degli Sfondrati, che la riconvertì ad uso residenziale attraverso una serie di importanti interventi di ristrutturazione intrapresi, in modo particolare, da Ercole Sfondrati.

### Musei
La già citata Villa Melzi ospita l'omonimo museo organizzato in due aree espositive, l'Antiquarium e il Museo Ludovico Gallarati Scotti.
In frazione San Giovanni, si trova il Museo degli strumenti per la navigazione.
La torre medievale nella piazza antistante la chiesa di San Giacomo ospita le esposizioni temporanee curate dall'Associazione Torre delle Arti.

### Aree naturali e altri monumenti
- Pietra Lentina, masso erratico di 30 m di lunghezza, sito in località Prà Filippo.[64]
- Monumento a John Fitzgerald Kennedy, realizzato nel 2019 da Attilio Terragni.[65]

## Società

### Evoluzione demografica
Prima dell'unità d'Italia
- 1751: 433 abitanti[13]
- 1771: 1 503 abitanti[16]
- 1799: 1 725 abitanti[17]
- 1805: 1 806 abitanti[17]
- 1809: dopo l'annessione di Civenna e Limonta, 2 014 abitanti[17]
- 1853: 2 505 abitanti[66]

Dopo l'unità d'Italia
Abitanti censiti

### Etnie e minoranze straniere
Secondo i dati ISTAT al 31 dicembre 2010 la popolazione straniera residente era di 309 persone.
Le nazionalità maggiormente rappresentate in base alla loro percentuale sul totale della popolazione residente erano:
1. Albania, 50 - 1,62%
2. Turchia, 49 - 1,59%
3. Colombia, 38 - 1,23%
4. Marocco, 34 - 1,10%

### Religione
Nonostante la permanenza di tre parrocchie giuridicamente distinte, Bellagio si sta impegnando con discreto successo, da un decennio a questa parte, nella formazione di un'unica comunità parrocchiale — impegno concretizzatosi nella nomina di un unico parroco, nella formazione di un Consiglio pastorale unitario e nell'unificazione delle istituzioni e delle manifestazioni della vita ecclesiale.

#### Confraternita del Santissimo Sacramento

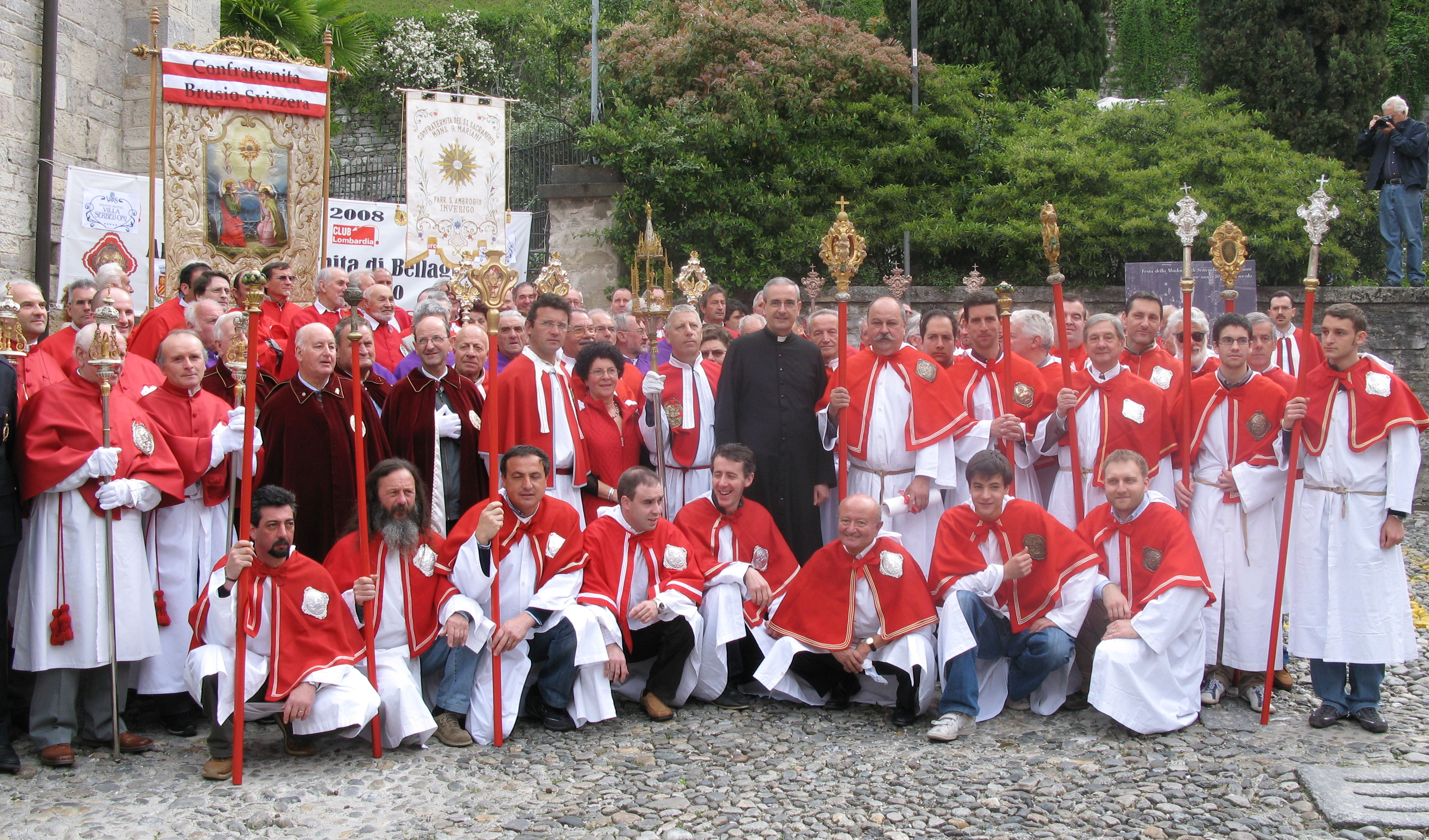
La Confraternita al completo per i suoi 350 anni.

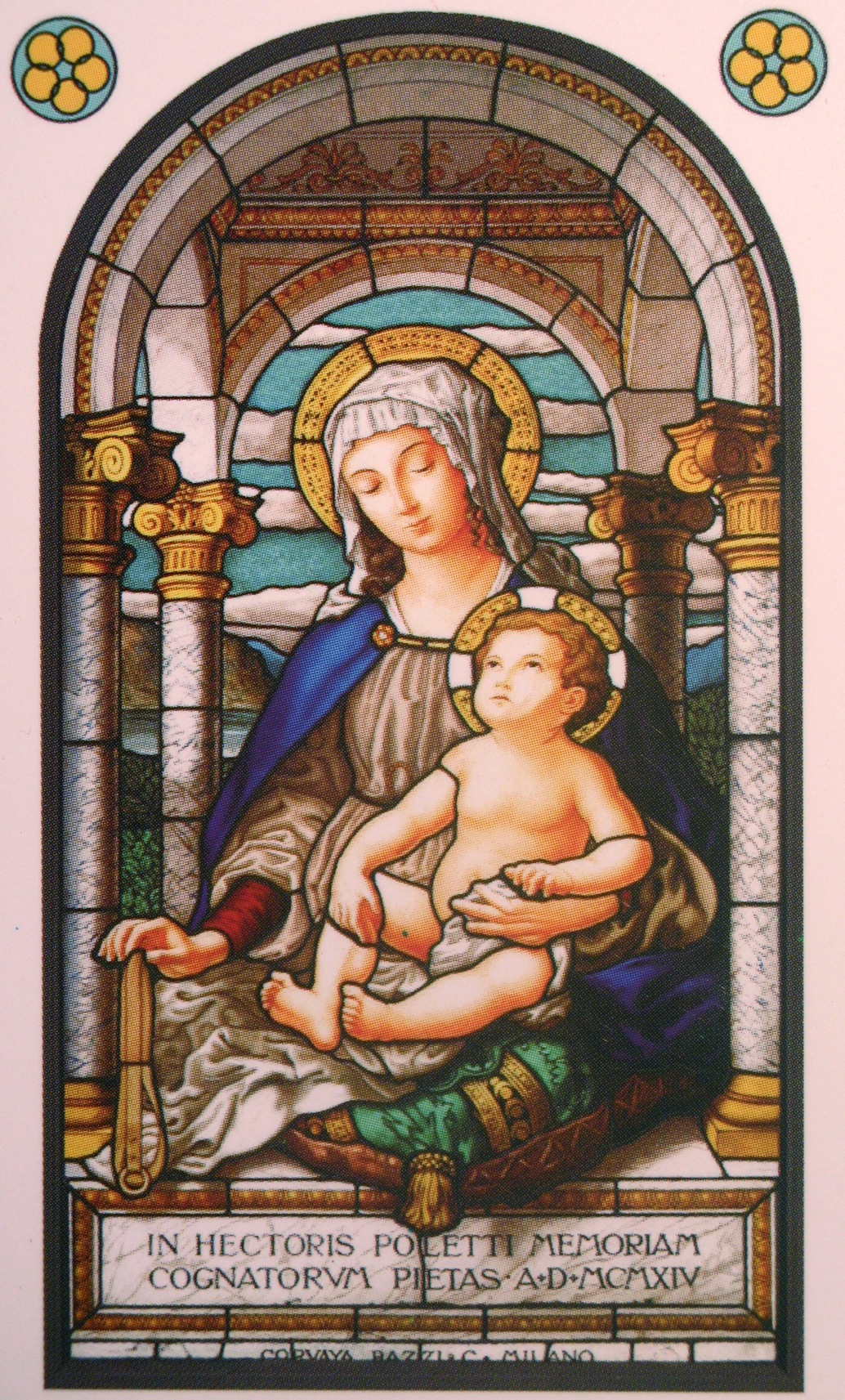
La B.V. della Cintura, patrona della Confraternita.

A Bellagio, 1658, esiste l'Antica del Santissimo Sacramento sotto il patrocinio della Beata Vergine della Cintura — una confraternita (associazione di fedeli laici) che promuove pubblicamente il culto, la pratica della carità e la devozione al Santissimo Sacramento.
La confraternita ha come patroni la B.V. della Cintura e San Giorgio, a cui è dedicata una cappella in Bellagio. La festa della confraternita si tiene dunque nella memoria di San Giorgio, il 23 aprile.

#### Molo 14
Dal 2004, a Bellagio, nella frazione di San Giovanni, la prima (o la seconda) domenica di maggio si tiene il "Molo 14", un raduno aperto a tutti i quattordicenni della Diocesi di Como.

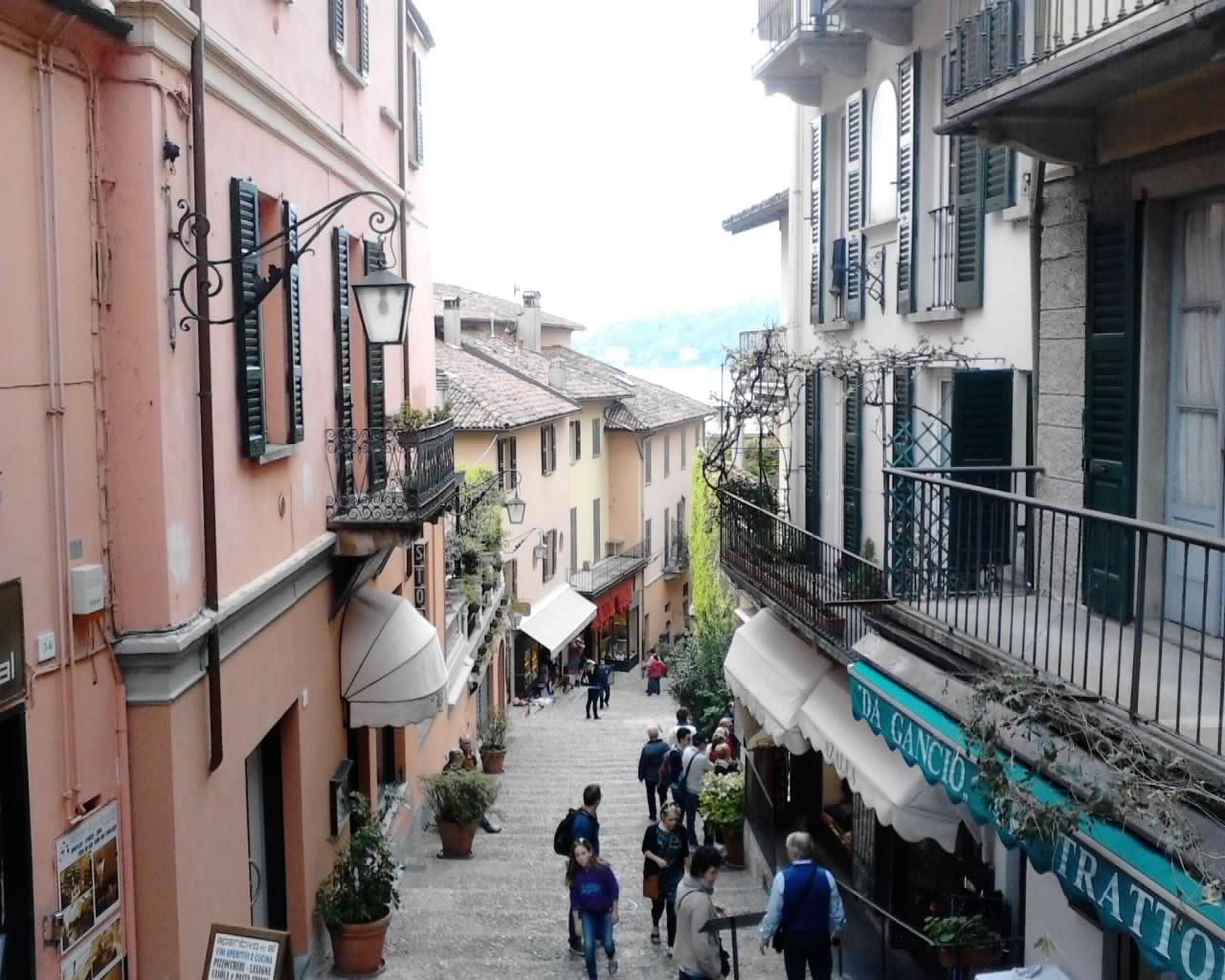
Il centro storico

## Infrastrutture e trasporti

### Navigazione
Bellagio è ben fornita dai collegamenti via lago tramite il traghetto servito da 4 linee
- Bellagio-Cadenabbia
- Bellagio-Varenna
- Bellagio-Menaggio

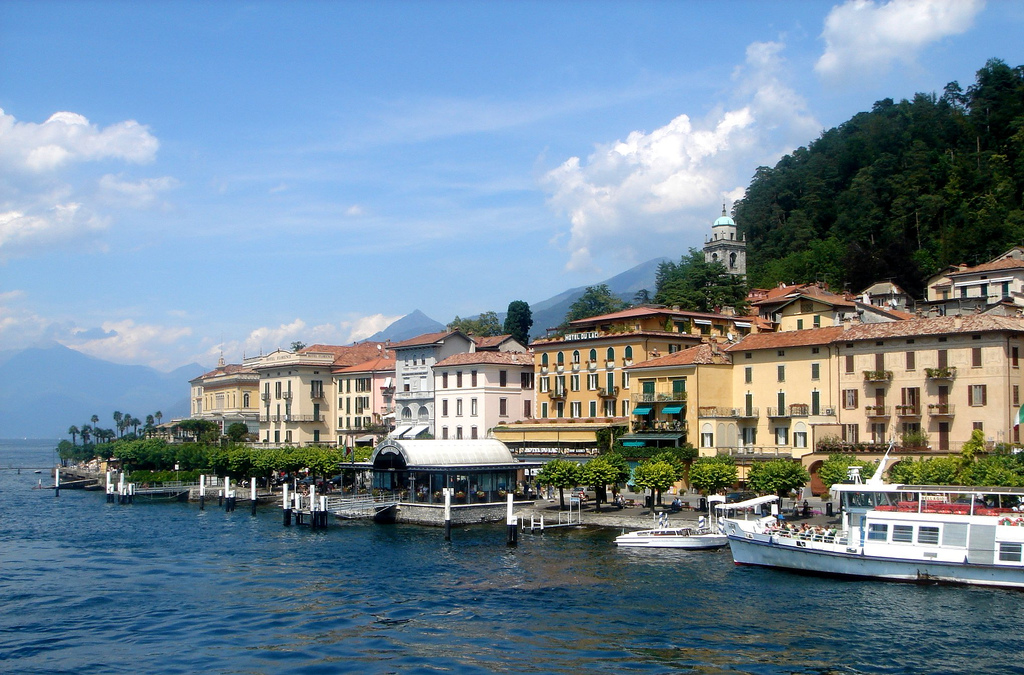
Vista dall'imbarco traghetti verso i pontili 1-2-3

È inoltre servita da collegamenti battello e aliscafo Colico-Como, da corse navetta centrolago e da corse Bellagio-Lecco.

### Servizio Automobilistico
Inoltre bellagio è servita dalla linee autobus 10 Lecco-Bellagio di LineeLecco e dalle linee C30 Como-Bellagio e C36 Asso-Civenna-Bellagio di ASF Autolinee.

### Ferrovie
Bellagio non è servita da alcuna linea ferroviaria; la stazione più vicina è quella di Varenna-Esino-Perledo, che dista circa 3 km sulla sponda Lecchese, posta sulla linea secondaria Lecco-Sondrio. Il comune avrebbe dovuto essere collegato dalla Asso-Bellagio un prolungamento della Milano-Asso gestita delle FNM, che fu più volte progettata ma mai realizzata. Il primo progetto, del 1893, avrebbe dovuto prevedere due stazioni una nella frazione di Regatola, mentre il capolinea doveva sorgere in prossimità del Grand Hotel Bretagne, il secondo progetto, del 1995, invece doveva essere nella frazione di Visgnola.

## Cultura

### Media

#### Radio
- Radio Bellagio

#### Cinema
Luchino Visconti gira a Bellagio una scena del suo Rocco e i suoi fratelli (1960) nella zona dell'attuale Lungolago Europa, tra l'imbarcadero e l'allora funzionante Hotel Grande Bretagne. Guardando proprio questo albergo, la protagonista della scena, Nadia, dice al suo amato:
(Nadia, in Rocco e i suoi fratelli, di Luchino Visconti, Italia 1960)
Sempre sul lungolago viene girata nel 1984 una scena del film di Sergio Leone C'era una volta in America, la passeggiata di Robert De Niro (Noodles) con la sua amata Deborah.
Nel giardino e negli interni di Villa Melzi, oltre che in altre località del Lago di Como, furono girate numerose parti del film "L'estate stregata" (Stati Uniti, 1988, regia di Ivan Passer) tratto da un romanzo della scrittrice Anne Edward. Il racconto e il film sono ambientati nel 1816 in riva al lago di Ginevra, dove si riunisce una bella compagnia per discutere di letteratura e filosofia: George G. Byron con il suo segretario John Polidori, Percy B. Shelley con l'amante Mary Godwin, scrittrice, di lì a poco anche moglie e la sorellastra Claire. Ben presto la situazione degenera in un gioco di sesso, droga e elucubrazioni intellettuali. Per passare le serate si raccontano storie di paura e di orrore (come quella di "Frankenstein" e de "Il vampiro").
È ambientata invece nel giardino e al piano nobile di Villa Melzi la sequenza di Frankenstein oltre le frontiere del tempo ("Frankenstein Unbound", Stati Uniti, 1990, regia di Roger Corman) che rappresenta la dimora di Percy Bysshe Shelley e di sua moglie Mary Wollstonecraft (autrice del romanzo Frankenstein).

### Musica
Bellagio è sede della Corale Bilacus, coro maschile, fondato nel 1963, che canta un repertorio popolare, religioso e alpino.

### Cucina
Il piatto tradizionale tipico di Bellagio è il tóch, una polenta cotta con burro e formaggio locale – consumato specialmente nelle occasioni di festa.

### Altro
L'imprenditore Steve Wynn si innamorò del Lago di Como trascorrendo le vacanze tra Bellagio e Lierna assieme alla moglie Elain, e costruì un resort americano nella città di Las Vegas, aperto nel 1998, ispirato al Grand Hotel Villa Serbelloni.

## Geografia antropica

### Frazioni e località minori

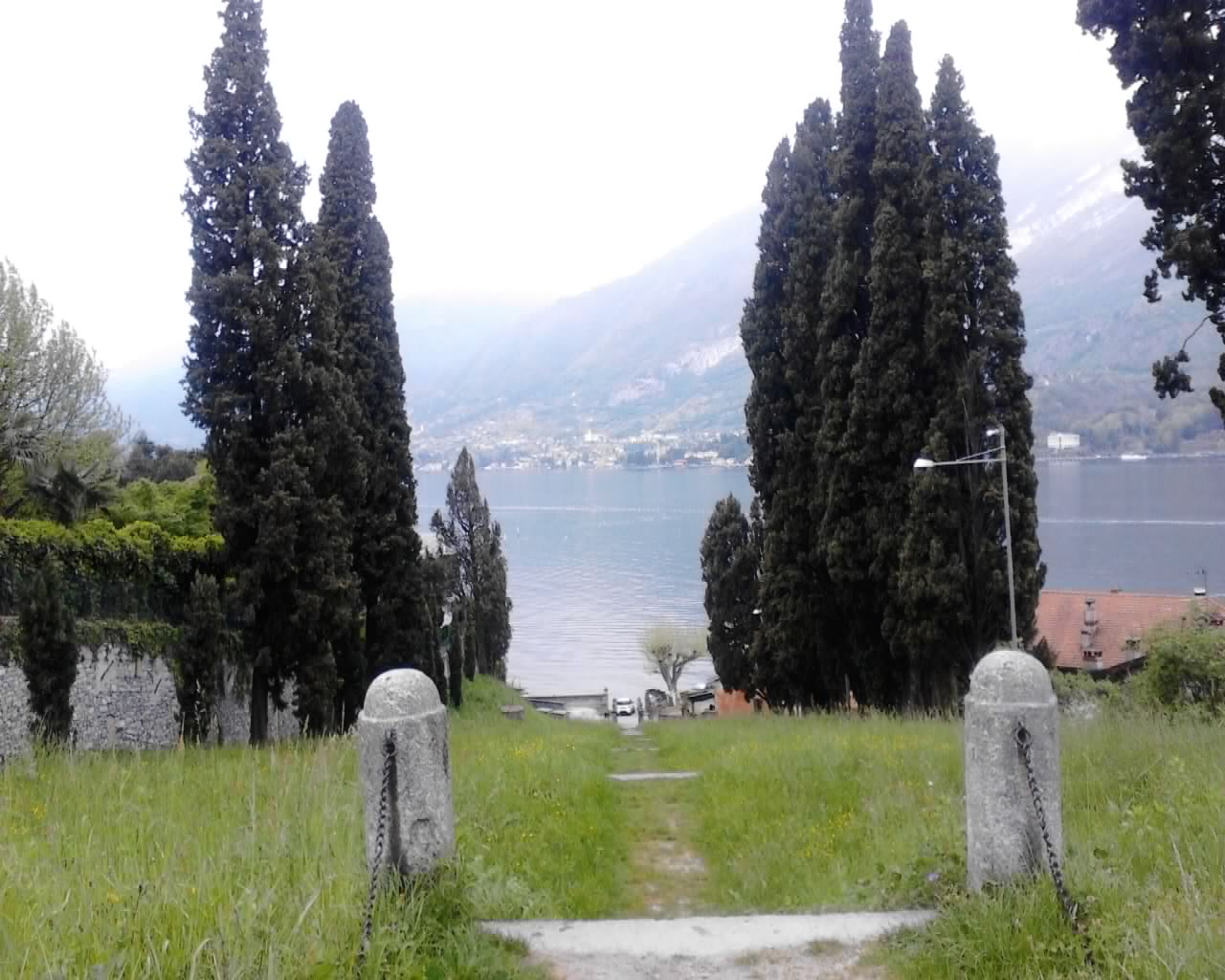
La scalotta di Villa Giulia nella frazione di Loppia

- Alpe dei Picet
- Alpe del Borgo
- Alpe delle Ville
- Aureggio
- Begola
- Borgo
- Breno
- Brogno
- Cagnanica
- Casate
- Cascine Gallasco
- Cascinotti
- Cernobbio
- Chevrio
- Civenna
- Costa Prada
- Crella
- Crotto
- Guello
- Guggiate
- Gravedona
- Loppia
- Makallé
- Mulini del Perlo
- Neer
- Oliverio
- Paum
- Pescallo
- Piano Rancio
- Prà Filippo
- Regatola
- Rovenza
- Rovenzola
- San Giovanni
- San Primo
- San Vito
- Scegola
- Suira
- Taiana
- Taronico
- Vergonese
- Visgnola[72]

## Amministrazione

### Gemellaggi
Bellagio è membro del Douzelage (dal francese douze, dodici, e jumelage, gemellaggio), un gemellaggio tra i paesi dell'Unione europea.
Gli altri paesi gemellati sono:
- Altea,  Spagna
- Bad Kötzting,  Germania
- Bundoran,  Irlanda
- Chojna,  Polonia
- Granville,  Francia
- Holstebro,  Danimarca
- Houffalize,  Belgio
- Judenburg,  Austria
- Karkkila,  Finlandia
- Kőszeg,  Ungheria
- Marsascala,  Malta
- Meerssen,  Paesi Bassi
- Niederanven,  Lussemburgo
- Oxelösund,  Svezia
- Preveza,  Grecia
- Prienai,  Lituania
- Sesimbra,  Portogallo
- Sherborne,  Regno Unito
- Sigulda,  Lettonia
- Siret,  Romania
- Sušice,  Rep. Ceca
- Türi,  Estonia
- Zwoleń,  Slovacchia

## Sport

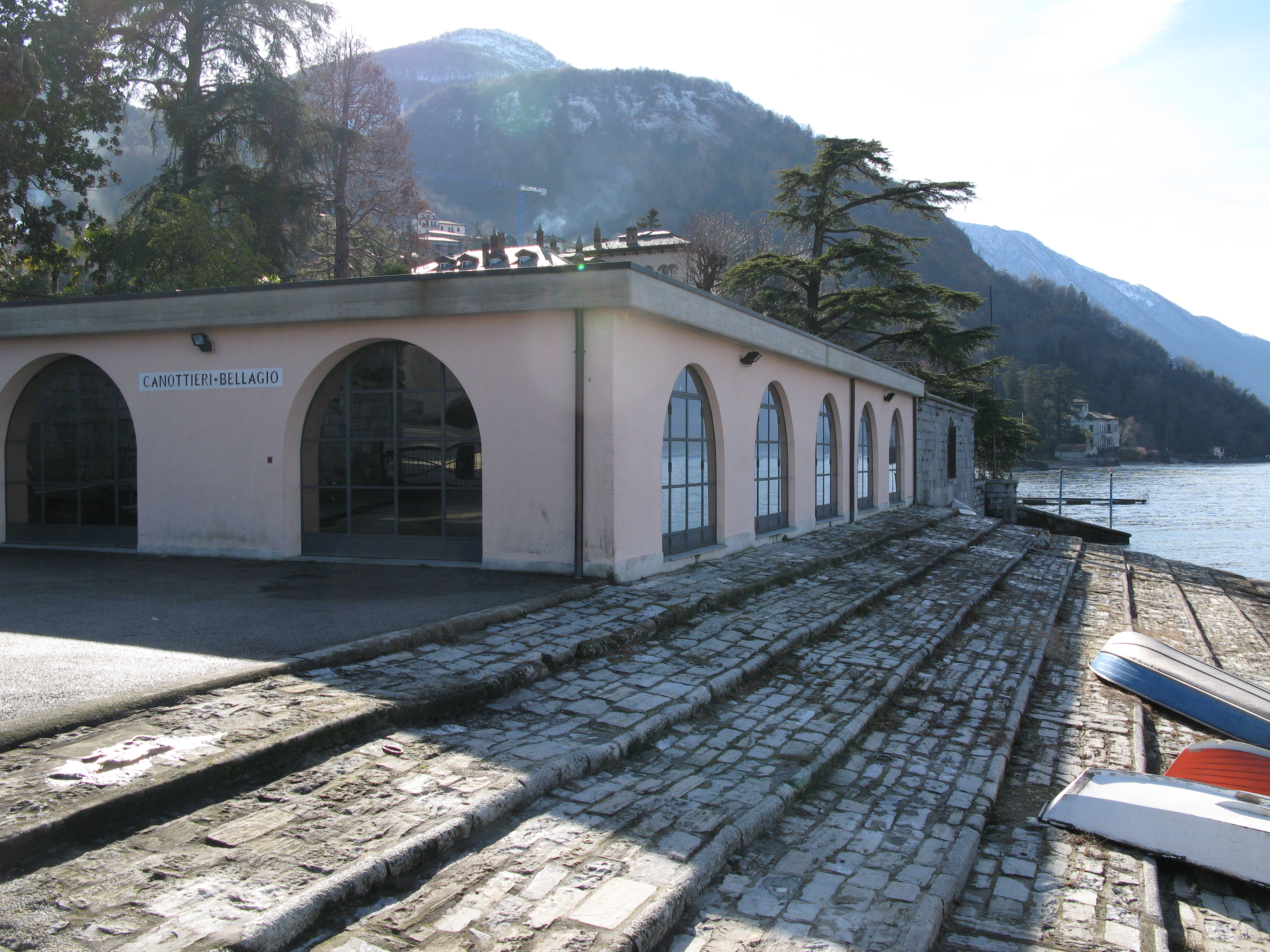
Canottieri Bellagio

Ha sede a Bellagio la Unione Sportiva Bellagina, società sportiva specializzata nel calcio e soprattutto nel canottaggio: campioni del mondo quali Enrico Gandola, Alberto Belgeri, Igor Pescialli, Franco Sancassani, Daniele Gilardoni e Elisabetta Sancassani sono nati a Bellagio e hanno cominciato la loro carriera agonistica con la Bellagina.
Da Bellagio parte la salita che porta al Santuario della Madonna del Ghisallo (nel Comune di Magreglio), protettrice dei ciclisti e quindi importante meta per gli appassionati di questo sport. La salita copre una distanza complessiva di circa 4 km e ha un dislivello di circa 500 metri; i ciclisti professionisti riescono a compierla in 20'. Grazie anche alla posizione del paese, si possono anche raggiungere: la salita che da Onno porta a Valbrona, sulla sponda orientale del lago, e il Muro di Sormano, sul ramo occidentale del lago. Queste due salite, insieme alla salita al Santuario, fanno parte della Tris del Lario.

## Dediche
- La Moto Guzzi (casa costruttrice di motociclette con sede a Mandello Lario, sul Lago di Como orientale) ha chiamato "Bellagio" una nuova serie di motociclette da viaggio, di tipologia Custom.[73]
- L'astronomo italiano Valter Giuliani insieme all'astrofilo bellagino Graziano Ventre, il 28 settembre 2005 hanno scoperto un asteroide chiamandolo 79271 Bellagio.
- Bellagio ispirò l'hotel e casinò Bellagio nella città statunitense di Las Vegas, progettato dall'architetto Jon Jerde per il proprietario di casinò Steve Wynn.
- Altri due casinò nel mondo hanno utilizzato il nome Bellagio: nella capitale peruviana Lima e a Colombo (Sri Lanka).
- Ad Hong Kong (Sham Tseng) esiste un grattacielo residenziale di 60 piani battezzato Bellagio.
- A Los Angeles la toponomastica richiama Bellagio: vi sono una Bellagio Road, una Bellagio Way e una Bellagio Terrace.

## Galleria d'immagini

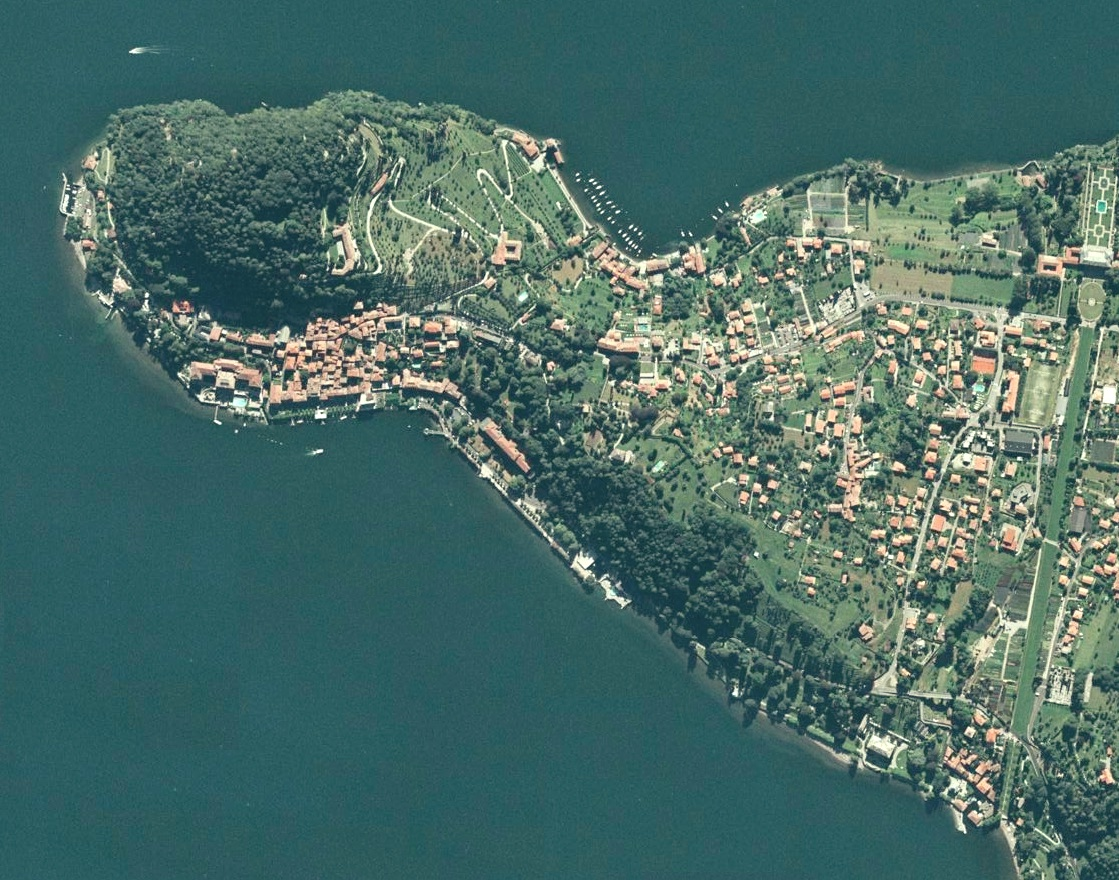
Vista aerea del promontorio di Bellagio, che richiama la sagoma della Gioconda di Leonardo da Vinci
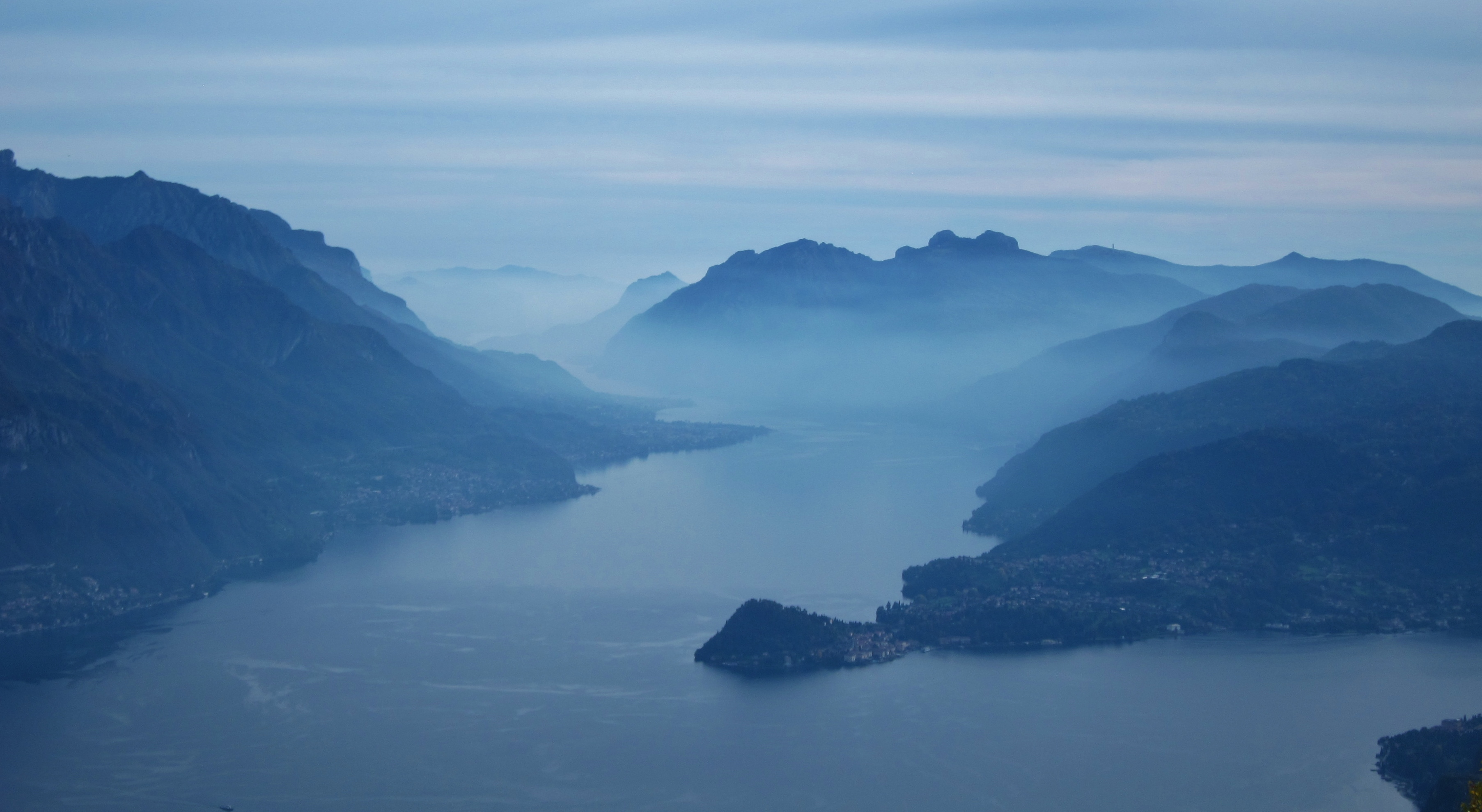
Vista panoramica di Bellagio su Lierna dal Monte Grona
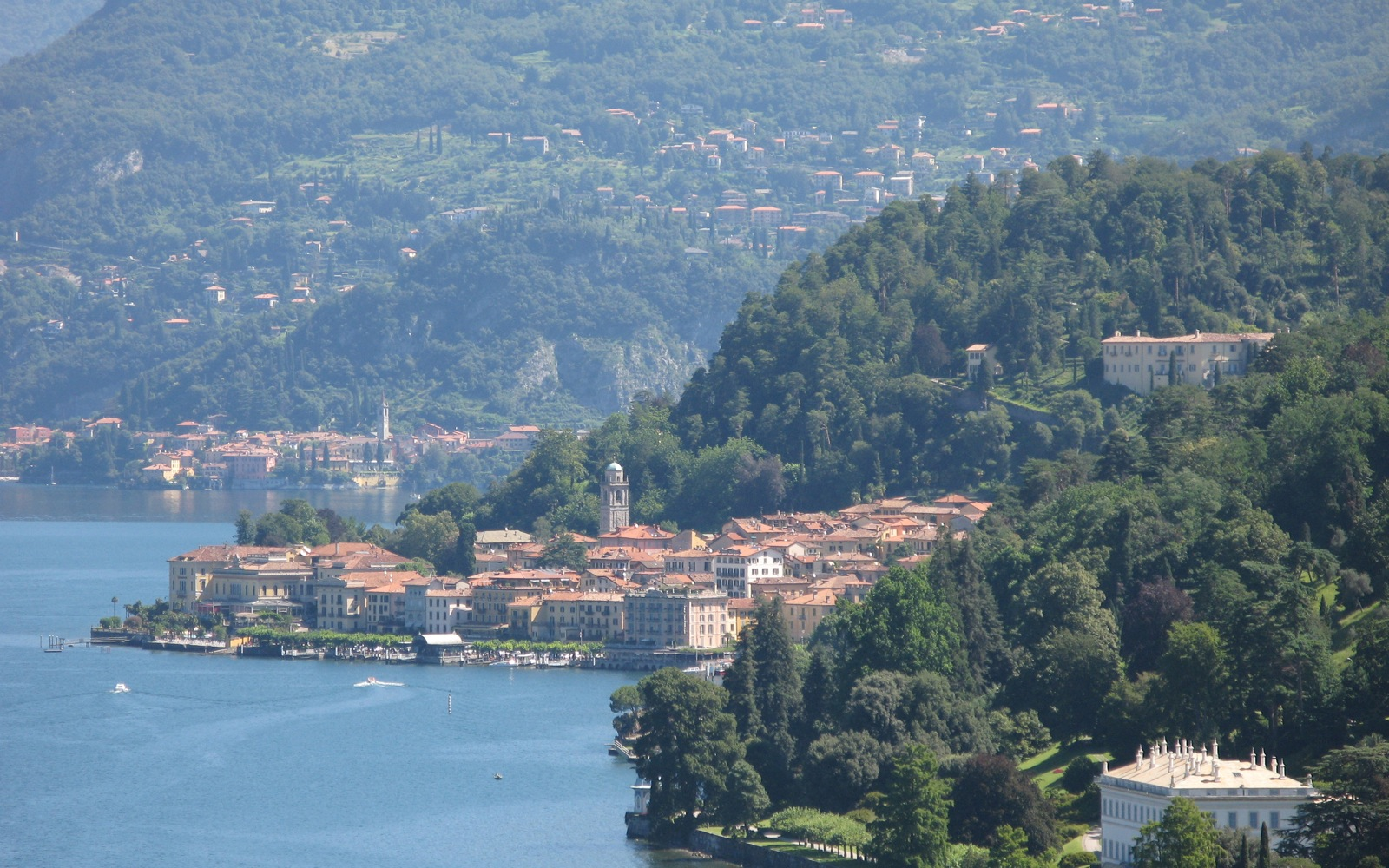
Vista di Bellagio dalla frazione di Vergonese.
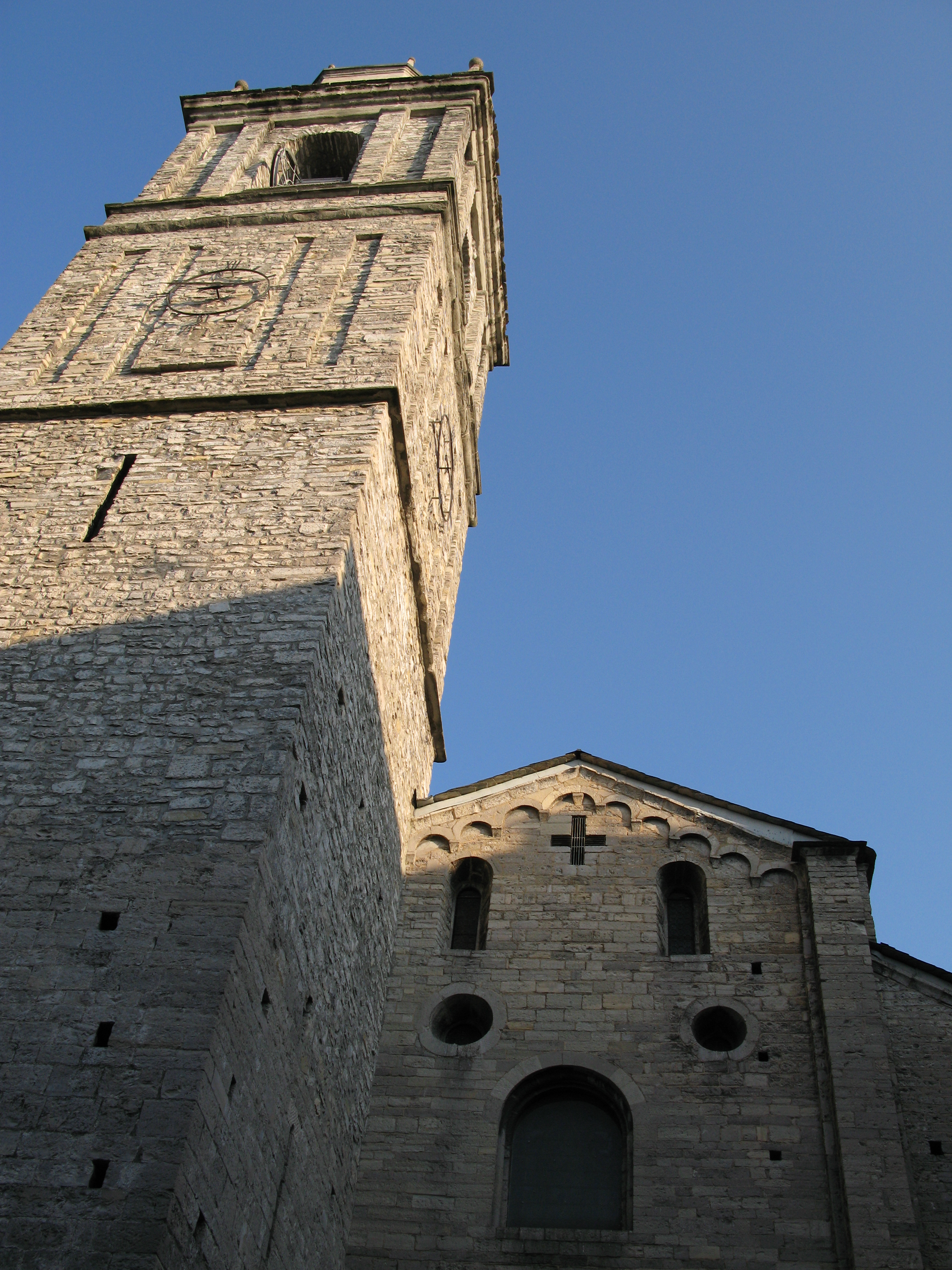
La chiesa parrocchiale di San Giacomo in Borgo.
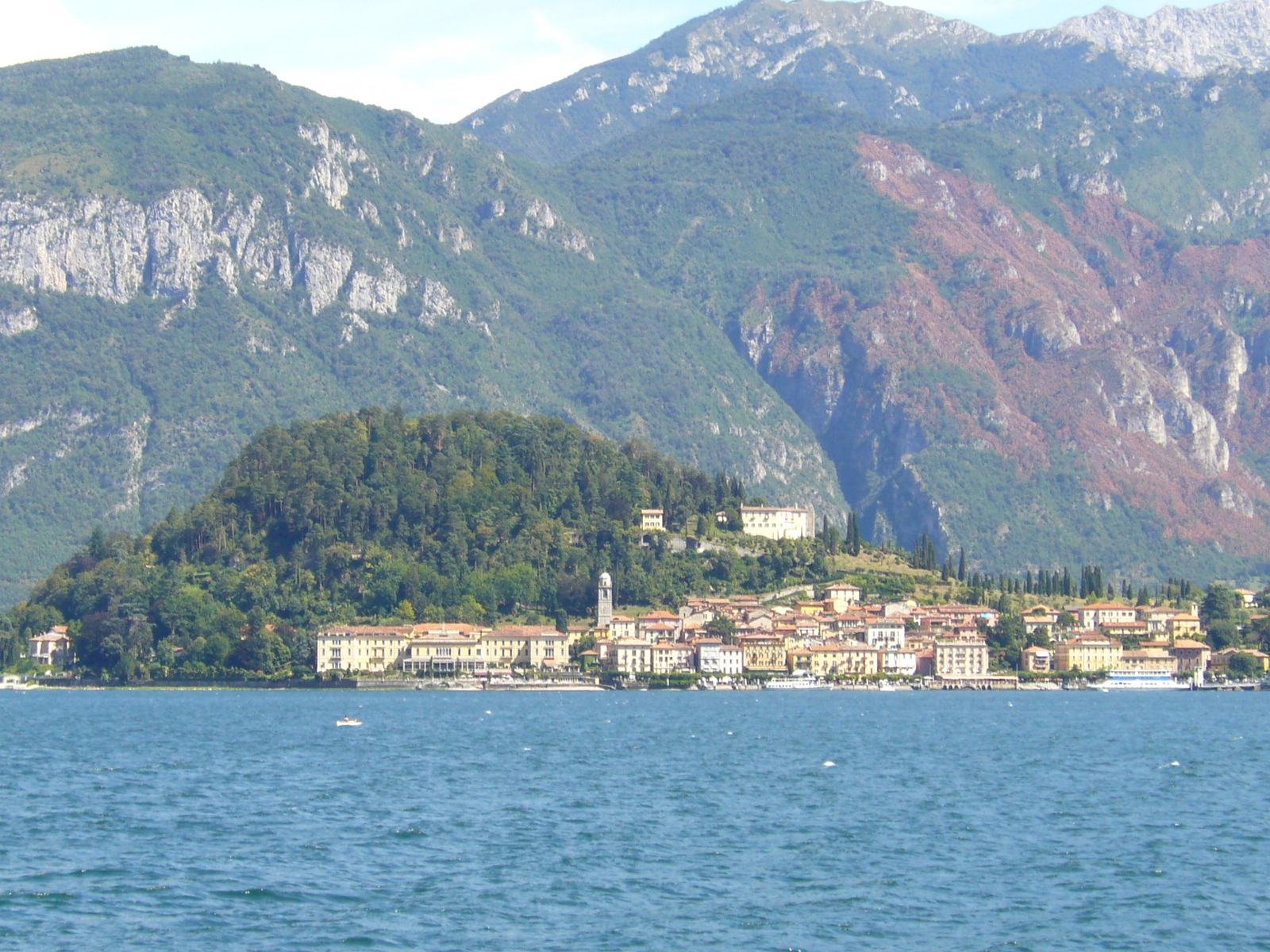
Il promontorio visto dalla riva occidentale del Lario.
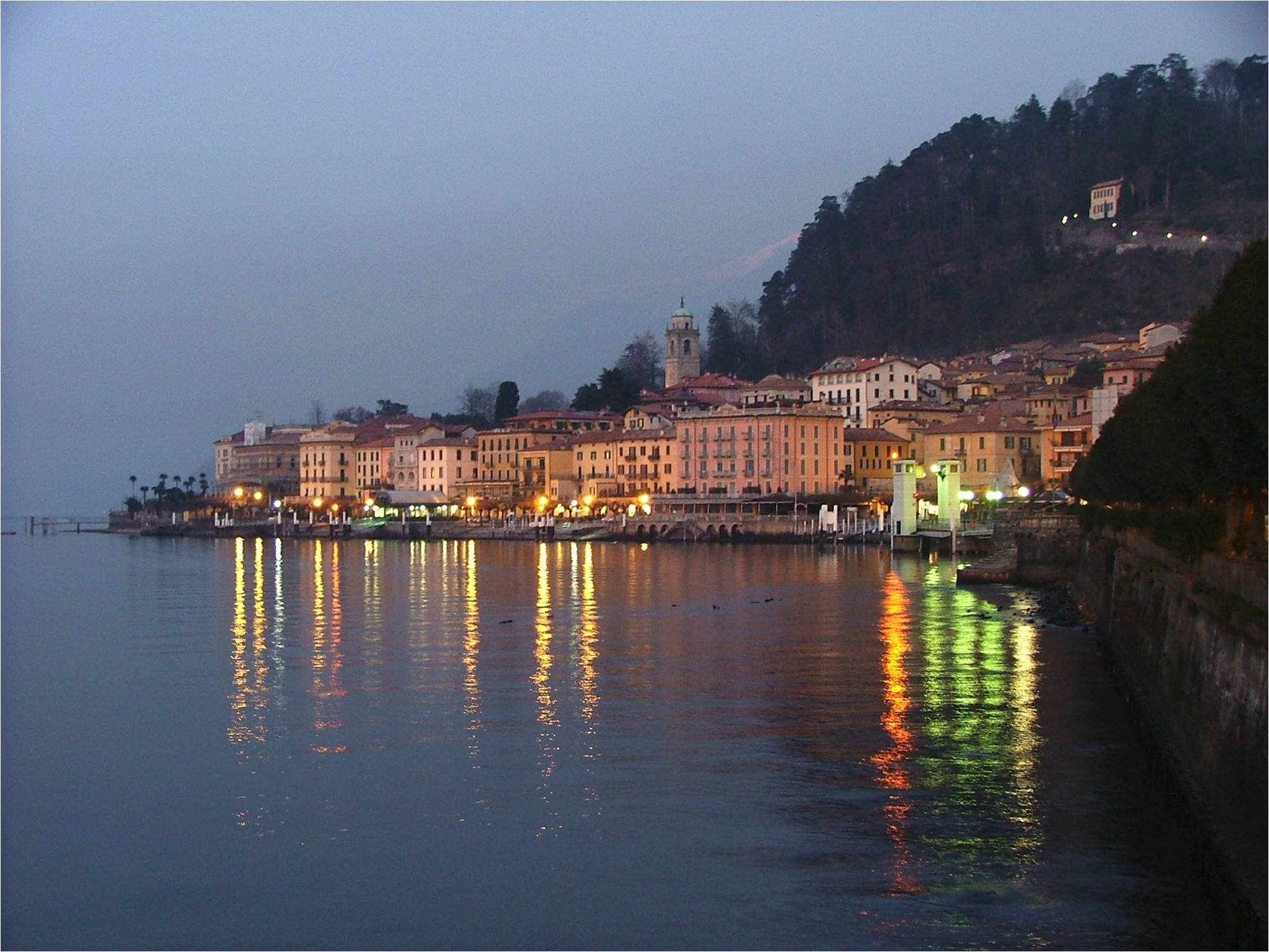
Panoramica serale di Bellagio.
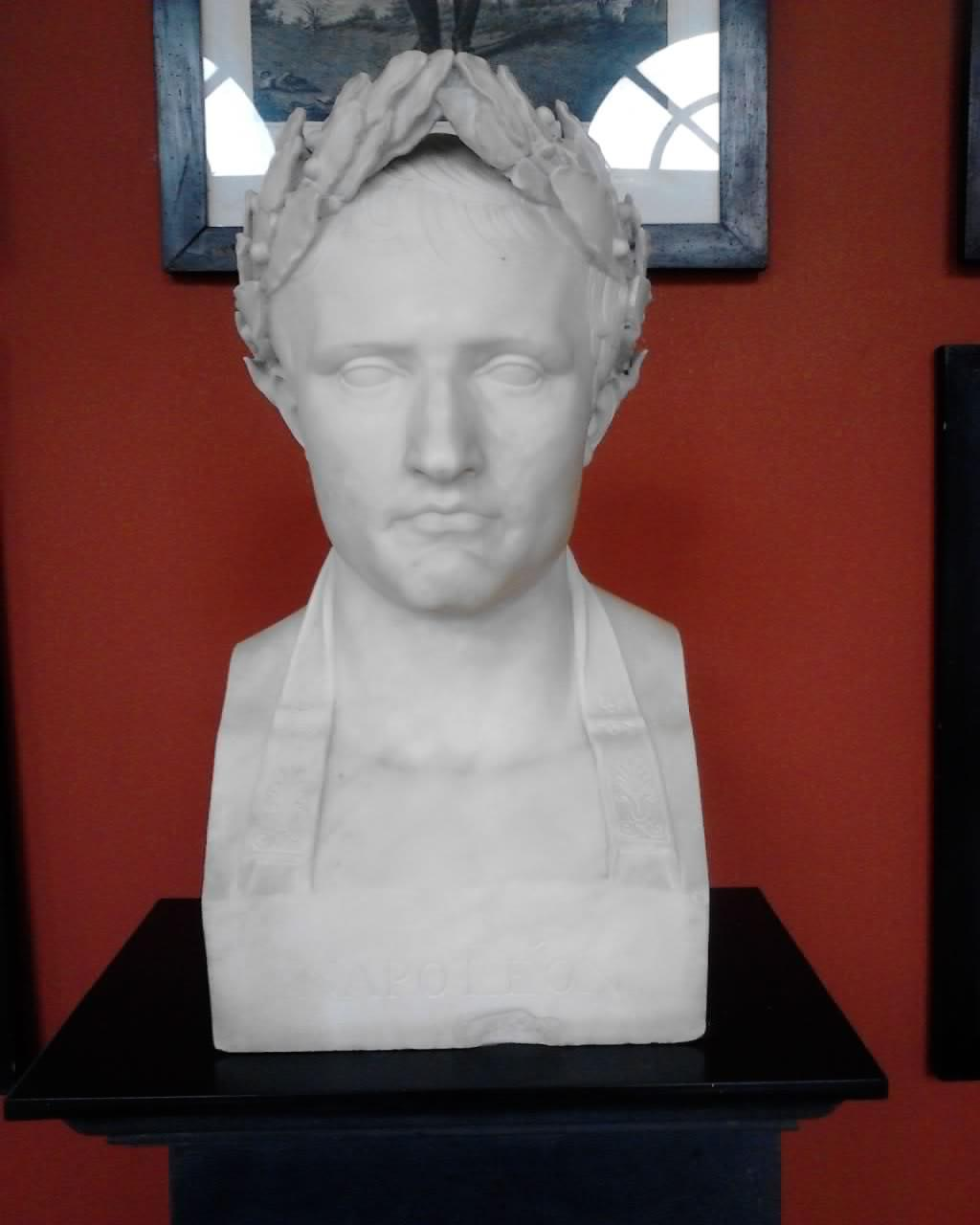
Busto di Napoleone Bonaparte esposto a Villa Melzi d'Eril.

### Esplicative
1. ↑  Sostituisce il codice catastale A744 a seguito della fusione con il comune di Civenna.
2. ↑  La grafia utilizzata per il dialetto comasco è l'ortografia ticinese, introdotta a partire dal 1969 dall'associazione culturale Famiglia Comasca nei vocabolari, nei documenti e nella produzione letteraria.
3. ↑  La signoria viscontea a Milano va da Ottone Visconti (salito al potere nel 1277) a Filippo Maria Visconti (morto nel 1447).
4. ↑  Associazione eretta a norma dei canoni 319-320 del CDC.

### Bibliografiche
1. ↑  ISTAT - Superficie dei comuni, province e regioni al Censimento 2011.
2. 1 2   Bilancio demografico mensile anno 2025 (dati provvisori), su demo.istat.it, ISTAT.
3. ↑   Classificazione sismica (XLS), su rischi.protezionecivile.gov.it.
4. ↑   Tabella dei gradi/giorno dei Comuni italiani raggruppati per Regione e Provincia (PDF), in Legge 26 agosto 1993, n. 412, allegato A, Agenzia nazionale per le nuove tecnologie, l'energia e lo sviluppo economico sostenibile, 1º marzo 2011,  p. 151. URL consultato il 25 aprile 2012 (archiviato dall'url originale il 1º gennaio 2017).
5. ↑  Nel sistema ortografico moderno.
6. ↑  Nell'Ortografia milanese classica.
7. 1 2 3 4 5 6  AA.VV., Una chiesa tra lago e montagne, p. 58.
8. 1 2 3 4 5 6 7 8 9 10 11 12  Borghese, pp. 90-92.
9. ↑  P. Pensa, Noi gente del Lario, Cairoli editore, Como, 1982, pag. 575.
10. ↑  Claudio Beretta, I nomi dei fiumi, dei monti, dei siti: strutture linguistiche preistoriche, HOEPLI EDITORE, 2003, ISBN 88-203-3098-9, pag. 61.
11. 1 2 3 4 5 6 7  TCI, Guida d'Italia [...], p. 310.
12. ↑   Andrea Castagnetti, S. Cristina di Corteolona, in Inventari altomedievali di terre, coloni e redditi, Roma, 1979 (FSI, 104), IV, pp. 27-40. URL consultato il 22 maggio 2022.
13. 1 2 3 4   Comune di Bellagio, sec. XIV - 1757 – Istituzioni storiche – Lombardia Beni Culturali, su lombardiabeniculturali.it. URL consultato il 27 aprile 2020.
14. ↑   Fabio Romanoni, La guerra d’acqua dolce. Navi e conflitti medievali nell’Italia settentrionale, Bologna, CLUEB, 2023,  p. 102, ISBN 978-88-31365-53-6.
15. ↑  Frigerio, p. 105.
16. 1 2   Comune di Bellagio, 1757 - 1797 – Istituzioni storiche – Lombardia Beni Culturali, su lombardiabeniculturali.it. URL consultato il 27 aprile 2020.
17. 1 2 3 4   Comune di Bellagio, 1798 - 1815 – Istituzioni storiche – Lombardia Beni Culturali, su lombardiabeniculturali.it. URL consultato il 27 aprile 2020.
18. ↑   Comune di Civenna, 1816 - 1859 – Istituzioni storiche – Lombardia Beni Culturali, su lombardiabeniculturali.it. URL consultato il 27 aprile 2020.
19. ↑   Comune di Limonta, 1816 - 1859 – Istituzioni storiche – Lombardia Beni Culturali, su lombardiabeniculturali.it. URL consultato il 27 aprile 2020.
20. ↑   Istituzione del Comune di Bellagio, mediante la fusione dei comuni di Bellagio e Civenna, in Provincia di Como, su comune.civenna.co.it. URL consultato il 27 aprile 2020 (archiviato dall'url originale il 28 dicembre 2021).
21. ↑   Nuovi Comuni in Lombardia, da 22 diventano nove: ecco tutti i nomi, Il Giorno. URL consultato il 3 febbraio 2014.
22. ↑   Bellagio (Como) D.P.R. 14.07.2008 concessione di stemma e gonfalone, su Governo Italiano, Ufficio Onorificenze e Araldica. URL consultato l'11 aprile 2021.
23. ↑   Bellagio, DPR 2008-07-14, concessione di stemma e gonfalone, su Archivio centrale dello Stato, Ufficio araldico, Fascicoli comunali,  busta 058, fascicolo 7826. URL consultato l'11 aprile 2021 (archiviato dall'url originale il 10 agosto 2022).
24. ↑   Decreto di concessione Stemma e Gonfalone (PNG), su Comune di Bellagio. URL consultato l'11 aprile 2021.
25. ↑   Chiesa di S. Giacomo - complesso, Via Roma - Bellagio (CO) – Architetture – Lombardia Beni Culturali, su lombardiabeniculturali.it. URL consultato il 17 aprile 2020.
26. ↑   Chiesa di S. Giorgio - complesso, Via Giuseppe Garibaldi - Bellagio (CO) – Architetture – Lombardia Beni Culturali, su lombardiabeniculturali.it. URL consultato il 17 aprile 2020.
27. ↑   Chiesa di S. Martino, Via San Martino - Bellagio (CO) – Architetture – Lombardia Beni Culturali, su lombardiabeniculturali.it. URL consultato il 17 aprile 2020.
28. 1 2   RomaniCOMO, su romanicomo.it. URL consultato il 23 marzo 2020 (archiviato dall'url originale il 15 agosto 2020).
29. ↑   San Martino - http://www.triangololariano.it, su triangololariano.it. URL consultato il 28 aprile 2021.
30. ↑   Sant’Antonio Abate - http://www.triangololariano.it, su triangololariano.it. URL consultato il 28 aprile 2021.
31. ↑   San Carlo Borromeo - www.triangololariano.it, su triangololariano.it. URL consultato il 28 aprile 2021.
32. ↑   Santi Biagio e Andrea - www.triangololariano.it, su triangololariano.it. URL consultato il 28 aprile 2021.
33. ↑   Il borgo segreto del Lago di Como, poco conosciuto ma è incantevole, su Men's Health, 17 dicembre 2024. URL consultato il 19 dicembre 2024.
34. ↑   Chiesa di S. Andrea, Piazza Sant'Andrea - Bellagio (CO) – Architetture – Lombardia Beni Culturali, su lombardiabeniculturali.it. URL consultato il 17 aprile 2020.
35. ↑   Chiesa di S. Giovanni - complesso, Piazza San Giovanni Battista - Bellagio (CO) – Architetture – Lombardia Beni Culturali, su lombardiabeniculturali.it. URL consultato il 17 aprile 2020.
36. ↑   Santi Gervaso e Protaso, su triangololariano.it.
37. 1 2   Lago di Como: Suira, il silenzioso borgo di Bellagio, su QuiComo. URL consultato l'8 ottobre 2024.
38. ↑   Santa Maria - www.triangololariano.it, su triangololariano.it. URL consultato il 28 aprile 2021.
39. ↑  Tettamanzi, cap. "Santa Maria di Loppia BELLAGIO - Como".
40. ↑   Chiesa della S.ma Annunziata - complesso, Piazza Don Giovanni Cantoni - Bellagio (CO) – Architetture – Lombardia Beni Culturali, su lombardiabeniculturali.it. URL consultato il 17 aprile 2020.
41. ↑   Santa Maria Annunciata - www.triangololariano.it, su triangololariano.it. URL consultato il 28 aprile 2021.
42. ↑   San Vito - http://www.triangololariano.it, su triangololariano.it. URL consultato il 28 aprile 2021.
43. ↑   Cappelletta di S. Lucia, Piazza San Giovanni Battista - Bellagio (CO) – Architetture – Lombardia Beni Culturali, su lombardiabeniculturali.it. URL consultato il 17 aprile 2020.
44. ↑   Le chiese, su parrocchiabellagio.com.
45. 1 2  Bartolini, p. 137.
46. 1 2 3  Bartolini, p. 139.
47. ↑  Belloni et al., p. 208.
48. 1 2 3 4 5 6 7  Trabella, cap. 41.
49. 1 2 3 4   Villa Trivulzio - complesso, Via Paolo Carcano, 20 - Bellagio (CO) – Architetture – Lombardia Beni Culturali, su lombardiabeniculturali.it. URL consultato il 17 aprile 2020.
50. 1 2 3 4  Belloni et al., p. 212.
51. 1 2 3 4 5 6  TCI, Guida d'Italia [...], p. 312.
52. 1 2  Berra, p. 121.
53. ↑   Villa Trotti - complesso, Piazza Monsignor Alfredo Miotti, 1 - Bellagio (CO) – Architetture – Lombardia Beni Culturali, su lombardiabeniculturali.it. URL consultato il 17 aprile 2020.
54. 1 2 3 4 5  Trabella, cap. 42.
55. 1 2 3 4  Belloni et al., p. 213.
56. ↑  Bartolini, p. 138.
57. 1 2  Berra, p. 115.
58. ↑   Storia, su laderta.it. URL consultato l'11 dicembre 2024.
59. ↑  Berra, pp. 120-121.
60. ↑  Berra, p. 119.
61. ↑   Torre, Piazza San Giacomo - Bellagio (CO) – Architetture – Lombardia Beni Culturali, su lombardiabeniculturali.it. URL consultato il 17 aprile 2020.
62. ↑   Torre di piazza San Giacomo - http://www.triangololariano.it, su triangololariano.it. URL consultato il 17 aprile 2020.
63. 1 2   Torre Sfondrata - www.triangololariano.it, su triangololariano.it. URL consultato il 17 aprile 2020.
64. ↑  Bartolini, p. 68.
65. ↑  Berra, p. 116.
66. ↑   Comune di Bellagio, 1816 - 1859 – Istituzioni storiche – Lombardia Beni Culturali, su lombardiabeniculturali.it. URL consultato il 27 aprile 2020.
67. ↑  Dati tratti da:
  -  Popolazione residente dei comuni. Censimenti dal 1861 al 1991 (PDF), su ebiblio.istat.it, ISTAT.
  -  Popolazione residente per territorio – serie storica, su esploradati.censimentopopolazione.istat.it.
Nota bene: il dato del 2021 si riferisce al dato del censimento permanente al 31 dicembre di quell'anno.
68. ↑  Fonte: Centro per la Pastorale Giovanile Archiviato il 17 maggio 2006 in Internet Archive..
69. ↑   100 ANNI FERROVIA ERBA-ASSO (al minuto 32:52), su YouTube, Televallassina, 15 giugno 2022.
70. ↑  La Storia corre sui binari: la ferrovia a Valbrona un sogno di fine '800 rimasto sulla carta (Fulvio Paredi)
71. 1 2 3 4  Fonte: LombardiaBeniCulturali, 2009. URL: Ville storiche sul lago di Como  – Percorsi tematici  – Lombardia Beni Culturali (consultata il 01/06/2009).
72. ↑  Comune di Bellagio - Statuto.
73. ↑  La Moto Guzzi Bellagio sul sito ufficiale della casa costruttrice.